# 彩雲国物語の登場人物
彩雲国物語の登場人物（さいうんこくものがたりのとうじょうじんぶつ）では、ライトノベル・アニメ・漫画『彩雲国物語』に登場する人物について説明する。
声優は、アニメ版 / ドラマCD版である。

## 主要人物
紅 秀麗（こう しゅうれい）
本作の主人公。紅秀麗を参照
紫 劉輝（し りゅうき）
声：関智一 / 幼少：岡村明美
彩雲国国王。上治1年で18歳。先王戩華の第六公子。背高で、紫家特有の癖のある髪に長い睫毛、整った顔を持つ。
異母兄の中で唯一優しかった第二公子・清苑が戻って来ることを望み、本来は名君にふさわしい才覚があるにもかかわらず、清苑に王位を受け渡すために昏君のふりをしていた。紅秀麗に出会って以降本来の能力を発揮し、政務にはげむ。自身の政治基盤を固めるつもりがないことから、当初の数年、自身を支える派閥は皆無だった。後世、その治世を「最上治」と讃えられる賢君となる。
学問は紅邵可、剣術は宋隼凱仕込み。文武両道だが、天然ボケで世間知らずなお子様かつ、寂しがり屋・素直・優しい性格。言動が幼く、母や異母兄達に邪険にされて育った為、相手に好かれるよう性格を作っていた。愛情に対して貪欲。相手が何も持たなくなってもまだねだろうとするところがあり、悠舜の死でそれを自覚した。
誰もが私人ではなく王として接してくることに強い孤独感を抱いている。私人としての自分を見てくれる紅秀麗に拘り、妃にと望んでいるが無理強いはしない。秀麗以外の妃を娶る意志はなく、縁談から逃げ回っていた。リオウ曰く、離別の相が出ている。
『白虹』で、自分の中の「王でありたかった」意思に気付き、本当の王になろうと決意する。その際に、王の義務としての婚姻を遂行するため、十三姫を筆頭女官として後宮に入れる。後に、黎深の吏部尚書解任をきっかけとした紅家をとりまく情勢の急変から、王として「紅家直系長姫」たる秀麗を娶る決断を下す。
一度は旺季に禅譲を決意するも、逃亡中に自身のある思いを自覚し、紅州で冬を過ごし、「戦を起こさない」思いの元、旺季との会談に挑み、一騎討ちで彼に勝利し、自決しようとした旺季に莫邪を譲渡することで彼を守った。
32歳のとき、秀麗との間に1女、重華を儲けるも出産後しばらくして、秀麗を亡くす。上治36年春、54歳で崩御。重華は70まで生きた。
茈 静蘭（し せいらん）
声：緑川光
紅邵可一家の家人。上治1年で25歳。邵可と薔薇姫に拾われ、姓は邵可、名は薔薇姫に付けられた。「茈」はムラサキソウのことで紫に通じ、「静蘭」は「清苑」と母の「鈴蘭の君」から来ている。長身で、紫家特有の癖のある髪、長い睫毛を初め、少年のような顔立ちをしている。左羽林軍に入るにあたり、前髪を下ろしている。時には年齢不詳を自称する（5歳サバを読んでいる）。
元は十六衛所属の米蔵門番だったが、秀麗の後宮入りに伴い、貴妃付きとして左羽林軍に特進。その後、米倉門番に戻るが、秀麗や劉輝ら大切な人を守る権限と力を得るため右羽林軍に入隊。州牧専属武官、尚書令専属武官と変遷している。
実は昔流罪になった第二公子・清苑で、劉輝の異母兄。公子の中で一番優秀だった。弟想いであり、秀麗以上に劉輝を大切に思っている。このことは楸瑛を奪還すべく藍州に向かった劉輝の留守を守るために、貴陽に留まったのを見た燕青に見抜かれている。茶州州牧専属武官任命の日に、劉輝から国宝級の双剣の片割れ「干將」（先王から清苑に下賜されたものだったが流罪になった際に手放した）を贈られる。
文武はもちろん、野菜の値切りから山菜取り、大工仕事など何でもこなす。いつも微笑を浮かべる優しげな青年だが、正体がばれてからは、時々本性を出す。いくつもの修羅場をくぐってきた所為か、時に陰りのある表情を見せる。
燕青とは以前殺刃賊を滅ぼした旧知の仲で、彼の前では口調も態度も荒々しい。過去を秀麗に知られることが一番嫌。殺刃賊時代の呼び名は「小旋風」。蘇芳に対しても、丁寧口調なまま本性を出す。蘇芳には、以前蘇芳にタケノコを投げつけたことから「タケノコ家人」と呼ばれている。薔薇姫に賭けに負けては酒を飲まされた為、酒には非常に強い。短編「冬の華」によると将軍以上に出世した後、死去している。

## 紫州組
李 絳攸（り こうゆう）
声：檜山修之 / 幼少：金田晶代
吏部侍郎で劉輝の側近。上治1年で21歳。黎深の養い子にして部下。秀麗、劉輝、静蘭の義理の従兄弟。
『はじまり』の12年前、人身御供にされていた（アニメでは路上で籤を売っていた）ところ、黎深に人攫い同然に拾われた。拾われたばかりの頃、黎深と百合の仲をとりもとうとした。
元は「コウ（光）」という名で、黎深より前の養い親が付けた。「李絳攸」は黎深が付けた名で、紅姓でないのは紅家に縛り付けない為。「李」は黎深の好きな植物。「絳」は紅より深い真紅で、元の名の音に紅の意味を持たせた。「攸」は水の流れる様。絳攸が黎深の子である誇りと、自分の望む道を行って欲しいとの願いが込められている。
拾われる前は文盲で、コウの漢字も分からない程だったが、寝食も忘れて勉強を重ね、16歳で国試に状元及第し、朝廷に入った。黎深が兄の二の舞にさせない方針を取り、武術は護身術程度しか教わっていない。
生真面目で頑固。公では感情を見せない凄腕の能吏で、「朝廷随一の才人」「史上最年少の宰相候補」「鉄壁の理性」と有名だが、私人としてはかなりの短気で感情豊か。劉輝の天然ボケに厳しいツッコミ役。劉輝から藍楸瑛と共に紫の花菖蒲を贈られ、王に最も近い臣下となる。花菖蒲の花言葉は「あなたを信頼します」、紫の花菖蒲にはもう一つの「王の花（秀麗）を守れ」という意味がある。
上司が養父の黎深であったことが災いし、「吏部侍郎たる資格なし」として楊修と陸清雅に追い落とされ、さらに瑠花がかけた暗示により昏睡状態に陥る。リオウ、楸瑛、楊修、百合の助けで覚醒し、劉輝と秀麗の権限も使って辛うじて免官は逃れ、長期の謹慎処分となった。謹慎が明けて、東坡郡太守の補佐となる。上治15年には宰相になっており、劉輝が崩御するまでの21年間務めた。
百合に黎深から逃げられないよう方向感覚を狂わされ、30歩歩けば迷うほどの方向音痴。視界に目的の建物が入っていようが逆の方向を向くが、見るだけなら見当外れにならない様子。唯一、府庫だけは何とか自力で辿り着け、中では迷わない。楸瑛曰く「元々狂っている感覚に頼らず、深く道を考えない方が迷わない」。黎深からは近くの人に道を聞けと真っ当な助言を与えられているが、本人が方向音痴を認めたがらない。『青嵐』ではリオウに道案内をさせ、『紫闇』では初めて方向音痴を認めるが、短編「冬の華」でも方向音痴は治っていない。
黎深を一喜一憂させる数少ない存在として邵可を尊敬している。状元及第時の縁談攻勢が原因で女嫌いだが、秀麗とは親しい。秀麗と結婚して次期紅家当主になることを、紅玖琅から望まれている。
藍 楸瑛（らん しゅうえい）
声：森川智之
左羽林軍将軍で劉輝の側近。上治1年で23歳。前藍家頭首と正妻の間に生まれた直系の四男。藍雪那（三つ子）の弟で、藍龍蓮の兄。その他にも異母兄弟・姉妹が多い。涼しげな目元を持つ。
10歳で貴陽へ上り、清苑に仕えようとするが追い返された。16歳の時、藍家の長老達の意向で清苑を探して単独行に出たが不首尾に終わった。18歳で国試に榜眼及第するが数年で文官を辞め武官に転向。絳攸とは国試受験以来の付き合いで、短気や方向音痴をからかっている。絳攸と共に、劉輝から紫の花菖蒲を贈られる。
女性関係が非常に華々しい。後宮から度々朝帰りをし、珠翠からは毛嫌いされている。一方で、何年も本命である玉華への想いを捨てられずにいた。珠翠にちょっかいをかけることがしばしばある。『白虹』にて珠翠への想いを自覚し、玉華への想いを吹っ切る。本編序盤では、軽薄な態度とは裏腹に、他人にも自分にも求める基準が高い軍人らしい性格だが、後半に入ると真面目で優しく楽観的で、何か考えているようで何も考えていないお坊ちゃまになっている。いつも迅に頼りっきり。蒼遙姫曰く、藍家で一番運が強い。滅多に本気を出さない理由も、序盤では妥協を許さないから、後半では司馬家の家訓だからと方向転換している。
藍家に誇りを持っており、藍家の人間としてと将軍としての立場を無意識に使い分けていた。忠誠のありかが定まっていないことを自覚して悩んでいたが、劉輝を死なせたくないと気付く。一旦、劉輝に花と将軍職を返して藍州に帰り、雪那らとの賭けに勝って自ら藍家を勘当される。本気の実力は劉輝以上で、本気を出さなくとも羽林軍の中では大将軍を除いて全員に勝てる。
貴陽に戻った後は静蘭の部下の下っ端武官として再就職する。人使いの荒い静蘭の下で働く自分の行く末に不安を抱いていた。行方をくらました秀麗を探して縹家に迅とともに赴く（龍蓮に宿った藍仙に飛ばされる）。そして、珠翠を救うべく「時の牢」に入り、蒼遙姫の手助けを得て彼女の元に辿り着き、見事に救い出す。再び貴陽に戻り、劉輝に付き添って紅州へ落ち延びた後、東坡軍の指揮官となる。上治15年には羽林軍大将軍となっている。短編「冬の華」によると結婚、3児を授かった後、死去している。墓は藍州にある。
紅 邵可（こう しょうか）
声：池田秀一
紅秀麗の父。『はじまり』では40歳そこそことされていたが、『黄金』ではもうすぐ40と年齢を下げられている。紅家特有の癖のない髪を項で結えている。昔は後頭部で結んでいた。目は細い。髭を生やしていない為、実年齢より若く見える。
おっとりとした性格。非常に不器用で、彼の淹れる「父茶」は娘すらも裸足で逃げ出す苦さで、笑顔で父茶を飲めるのは黎深・劉輝・珠翠だけである。実は漢方薬満載。
『はじまり』の13年前に、自分を差し置いて紅黎深が当主に担ぎ出され、これ幸いと紅州を出る。しかし黎深が紅一族郎党皆殺しをしかねない勢いだった為、説得しに一旦戻る。これが原因で紫戩華からの命令だった茶州での紫清苑の保護が遅れた。紫州に着いて紫劉輝に勉強を教え始める。貴陽の邸は邵可が本家を出る際、一族が建てた広すぎるほどの邸だが、妻の急死後、使用人に全ての金品を持ち逃げされ、貧乏になった。
官位は紅家が用意したが、府庫での地位は自ら戩華と霄瑤璇に願い出た。その後の十余年、黎深の手回しで同じ官位に留め置かれている。好きなだけ本を読めるこの職を気に入っているが、王位争いの時だけは重臣でない身を悔やんだ。
実は、先王に仕えた暗殺集団「風の狼」の首領、黒狼の2代目。弟達の命を守るために紅家を出た。先代黒狼の死亡により、黒狼の名を継ぐ。黎深ら一部の人間からは切れ者と認められている。幼いころから能力の高さをきれいに隠し、玖琅にも気づかせていない。琵琶は大叔母の紅玉環から習い、紅家でも随一の腕だが、玉環暗殺を境に断固として弾かなくなった。
以前、家庭教師をしていた藍家の三つ子当主たちに非常に慕われ、能力の高さを買われている。楸瑛曰く「邵可が政事に参画すれば藍姓官吏の復帰も早まる」。完璧に感情を制御でき、愛娘と国を天秤にかけられるほどの「氷の理性」を持つと評されるが、近年は情に絆されやすくなっている。時折、為政者としての発言をする。非常時のための「切り札」のため、閑職の秘書省・府庫にいた。静蘭曰く「細君よりは弱いが、酒には強い」。秀麗が生まれる前に拾った珠翠をもう1人の娘と思っている。
『白虹』の時点で、紅家当主を継ぎ、劉輝の味方に付く意思はあったが、劉輝の家出に付き合い当主交代は先送りにする。『黒蝶』にて退官、当主を継ぐが、凌晏樹に先手を打たれて、自発的にではなく不祥事の始末を取る形での恭順となった。劉輝に恭順の意を示してはいるが、別に劉輝が王である必要はないとしている。『紫闇』では劉輝を紅州に匿う。短編「冬の華」では死去している。墓は龍山にあると思しい。

### 朝廷

#### 王家
紫 劉輝
詳細は紫 劉輝の項目を参照。
第一公子（だいいちこうし）
本名不詳。太子とも。戩華の長男で、清苑と劉輝の兄。元は優しい気性で、物静かで人の話をよく聞く為政者になると見られていた。清苑とは年も変わらずよく一緒になったが、第一妾妃に引き離され、清苑への劣等感を植え付けられる。清苑が捕縛されると、牢屋まで出向いてその無様さを嘲笑し、第一妾妃をして狼狽させた。後に処刑されたと見られる。
紫 清苑（し せいえん）
第二公子。戩華と鈴蘭の子。文武両道、血筋もあって、兄を差し置いて王にと望まれていた。兄弟の中で唯一、劉輝を可愛がる。『はじまり』の13年前、母方の祖父の謀反により13歳で流罪となる。
蒼 玄（そう げん）
彩雲国初代王。劉輝の先祖。遥かな昔、魑魅魍魎が跋扈していた頃、志を得て魑魅魍魎討伐の旅に出、彩八仙の助力を得て国の礎を築き、人の世に夜明けを拓いたという伝説がある。
蒼 周（そう しゅう）
彩雲国第二代国王。蒼玄の子で、劉輝の先祖。蒼玄の後を継いで王になった。彼の治世中一度も戦は起こらなかった。秀麗が尊敬する統率者で、蒼玄の後をついで国を平定した後、食料と財貨を貧しい人々に開放し、全ての武器を溶かして農具や釜に鋳直し、兵車は農業用に民に下げ渡し、全ての軍馬と牛を解き放って、兵士を兵役から解放して家に帰すことで、二度と戦をしないことを天下に示した。
紫 戩華（し せんか）
声：前田剛
故人。劉輝および清苑（静蘭）の父で、劉輝の前の王。名君と誉れ高い。自分以外の王位継承者を殺しつくした「妖公子」、「血の覇王」と呼ばれているが、これは彼の王位継承権が下から数えた方が早く、そうでもしなければ王位に就けなかったため。
結ばれることはなかったが、幼なじみだった旺 栗花落に想いを寄せていた。子は男6人で、それぞれ母が違う。正妃は置いていない。三十過ぎまで妃を置かなかったが、世継ぎを残すため、自分に愛されないことを承知ならという条件で後宮に妃を入れ、子が出来るまでの間だけ妾妃を寵愛した。しかし結局のところ妃たちは彼の覇気に魅入られ、本当に愛して貰おうと愛憎を生み、王位争いにまで発展した。瑠花の呪詛を清苑の代わりに受け、『はじまり』の1年前、弱り切ったところで旺季を唆し縊り殺された。死亡時には50過ぎだった。公には病死とされている。
鈴蘭（すずらん）
声：小野未喜
故人。戩華の第二妾妃で、清苑の母。鈴蘭の君とも。実家は元紫門四家の家柄で血筋は妃の中で一番高かった。烟るような睫毛など、清麗な美貌。戩華を愛し、彼のために劉輝の母を暗殺し、宮中の争いごとの種になる我が子清苑を自分もろとも流罪にするため暗躍した。体が弱く、私室の寝台から一歩も動かなかったにもかかわらずこうした計画を実行し、旺季すら最後まで証拠を掴めなかった。主のため我が子をも追い落とす冷静な判断力とその頭脳は、戩華をして「妃ではなく私の臣下にすればよかった」と言わしめる。清苑とともに流罪になった途上、刺客に首を刎ねられる。
第六妾妃（だいろくしょうひ）
故人。戩華の第六妾妃で、劉輝の母。元は貴陽一の妓女であった。鈴蘭が先王の寵妃だと思い込み、嫌がらせをして後宮を追い出した。息子を生んだことで若さと美貌が衰えたと認識しており、劉輝を折檻していた。自身の癇癪が劉輝を殺しかねないと自覚しており、劉輝を旺季に預けようとしていた。劇薬入りの化粧品で顔が爛れ醜くなったことから錯乱し、庭の池に飛び込み自殺と思われていたが……。発見したのは劉輝。

#### 尚書省
鄭 悠舜（てい ゆうしゅん）
声：神奈延年
茶州州尹（州牧補佐）、尚書令と歴任する。出身地は紫州としているが、実は紅州。自ら志願して州尹となり（自主左遷）、9年間、浪燕青の右腕を務めた。茶州の問題が片付いた後、尚書令及び宰相に就任した。妻は柴凜。専従護衛官は茈静蘭。静蘭より碁が強い。優しく穏やかな人柄だが、かなりの無茶もする。自らを悪党、嘘つきと定義しているが、本当のところは自分でも自分のことがよく分かっていない。仕事量の管理は下手で、自分が過労になってもお構いなし、部下にも連日の泊まり込みを平然と命じる。すべてを終えたら死ぬつもりでいる。
悪夢の国試組の1人。紫州州試首席及第。紅黎深と黄奇人を抑えて状元及第した伝説の人物。黎深に頼み事や意見ができる数少ない人間の一人。過去に怒って黎深を殴ったことがあり、彼が怒ると黎深と奇人はいつも2人で先に謝りに来るらしい。まぐれながら黎深に大人しく仕事をさせた事で朝廷を震撼させる。
足が悪いが、これは生来のものではなく紅家を訪れた折に拷問と腱の切断を施されたため。歩くことはかろうじてできるが走ったりすることはできず、いずれ全く動かなくなるらしい。
出自が抹消されているが、凌 晏樹などごく一部の人間は知っている。本名は姫 悠舜（き ゆうしゅん）で、紅門姫家の唯一の生き残りにして当代「鳳麟」。約30年前、姫家が戩華に滅ぼされようという時、紅家に助けを求めるという名目で、本当は自分の主となる人間を探す為に下山する。次期紅家当主と目した黎深には、「滅びるなら勝手に滅べ。私の知ったことか。どうでもいい」という言葉で切り捨てられた。何の感慨も湧かなかったと言いつつ、腹いせに本当に滅ぶつもりで帰郷したり、戩華のことをどうでもいいと黎深の言葉を引用して扱き下ろしている。今でも黎深や紅家には思うところがあるが、黎深個人は嫌いではない。戩華に対しては当初、わざと相手にしなかったが、生き延びざるを得なくなってからは激情を抑えられなくなった。
『紅梅』から度々、黎深に宰相を降りないと死ぬと警告されていたが、紅家当主の言を聞き入れることは王権の失墜に繋がると断る。黎深を通してではなく紅姓官吏の暴走から紅家の恭順を狙い、『黒蝶』で曲がりなりにも達成する。黎深の上司としての責任については事前に皇毅らと打ち合わせていたのか問われることなく、黎深の部下に当たる絳攸に転嫁した。『白虹』にて蘇芳が御史に昇格すると、彼に飛蝗の変色について教え、蝗害に備える。神事には疎く、『黄昏』からは晏樹が引き起こした災害の対応に追われて、劉輝の立場を蔑ろにせざるを得なくなる。旺季には拾われた恩義を感じており、彼を裏切らないで済むよう、度々劉輝を試していたが、最終的に劉輝こそが自分の主君と認める。
宰相を引き受けた理由は、自分が成し遂げたいことがあるから。その内容は「最後まで自分を信じる『誰か』に会い、その『誰か』の願いを叶えること」。最後まで自分を信じた劉輝の願いに応え、劉輝と旺季の会談の場に北方三家の起請文と軍勢を率いて現れた。
上治6年の初秋、姫家滅亡時に吸った毒と過労で死去する。転地療養を勧められていたが、劉輝が認めず、そのことを臣下冥利に尽きると感じていた。

##### 吏部
紅 黎深（こう れいしん）
声：真殿光昭 / 井上和彦
吏部尚書、紅家当主、邵可の弟。藍龍蓮と同じく、天つ才を持つ男。紅家特有の癖のない黒髪に、深い色の瞳、整って彫りの深い顔立ち。扇を持ち歩き、彼の特徴となっている。
兄同様に完璧に感情を制御でき、「怜悧冷徹冷酷非情な氷の長官」との異名を取る一方、一部の人間の前では、頭はいいのに直情的な面を見せる。関心のある人間の機微には聡いのに対応が不器用で、関心のない人間の機微には疎い。長い間「兄以外の他人＝ぺんぺん草」という世界にいた為、人付き合いを分かっておらず、感情表現もおかしい。大切な人が望むことをかなえる、大切な人のためになるように動くという他の人間が容易くできることが最も不得手。余計なことは言うのに肝心なことは言わない為、特に絳攸には誤解されがち。嫌いな人間はとことん追い落とす主義で、彼に目を付けられたが最後、真っ当な人生は送れない。当主の地位はその才能ゆえに無理矢理就かされただけのものであって、本人は兄を軽視して追い出した紅一族を嫌っている。
『はじまり』の13年前、邵可から近くに居る条件として国試受験を課された。1年後、貴陽に向かう途中でコウ（後の絳攸）を拾う。悪夢の国試組の1人で、榜眼で及第した。状元でなかったのは「及第した後、どのような官吏を目指し、国をどう導くか」との会試最後の問いに「貴様なんかに仕えるつもりはサラサラない!!」と解答用紙いっぱいにデカデカと書いて提出したため。紅一族への当て付けと邵可に追い返されない為に、紅家当主にもかかわらず仕官している。
その後、霄瑤璇から吏部尚書への就任を打診され、悠舜が茶州から帰って来る時の為だけに承諾した。兄を利用する王家、何かと神経を逆撫でする劉輝を嫌っており、職務を放棄しがち。本気を出せば、1年分の仕事も3日で終わるが、仕事をしている姿を見た部下がほぼ全員気絶し、その分の振り替えで彼らの休日が潰れることもある。
劉輝に紅藍寵愛の批判が出ていることに気付いており、絳攸らを助ける為、『青嵐』から仕事を完全に放棄し、『黎明』にて吏部尚書を解任される。王は紅家当主を解任できるという事実を作り出すことで時間を稼ぐつもりだったが、劉輝が紅姓官吏の解雇を躊躇った為、その意義が薄れた。自らはどうあっても劉輝に従えない為、『黒蝶』にて当主の座を邵可に譲る。
奇人を本名の「鳳珠」と呼ぶ数少ない人物。会試準備期間に百合が差し入れたお握りを飛翔が勝手に食べたことで、飛翔と共に満身創痍になる程の大喧嘩になった。
紅家への意趣返しで子を持つ気はなかった。コウを拾った理由は、生贄にされた彼が「誰かを待っているはずなのに、誰を待っているかを忘れてしまった」と泣く姿に、邵可を待っていた時の辛さを思い起こし、待つ相手も分からなくなったことを哀れんだ為。しかし本人には邵可が静蘭を拾ったのを真似てその苦労を追体験しようとしたとだけ語り、百合に真実だと推察されている。『黎明』で絳攸が親離れしたこと、当主交代の予定ができたことで、百合に子作りを提案、『紫闇』にて実子を授かったと見られる。
兄一家を溺愛し、彼らの一言でやる気が増減することも多い。幼少期から邵可が自分達の命を守る為に汚れ仕事をしていると理解しており、どんな態度を取られようとも懐いている。秀麗のことは最初認めていなかったが、薔君に邵可の子で、黎深の本性を知らない為に好く可能性もあると言われて陥落した。秀麗の男装時に自分のことを「おじさん」と呼ばせているが、「邵可を追い出して紅家当主におさまった鬼畜叔父」と秀麗に嫌われることを恐れ「叔父さん」であることを告白出来ずにいる。叔父と名乗れないことを、奇人にからかわれている。秀麗が国試を受ける際、後見人になったことも教えていない。秀麗に会うことを恐れる傾向が強まっており、秀麗に自らの存在を認知された後で吏部に押しかけたときにも逃亡したほど。このせいで秀麗に「自分を嫌っているのでは」と思い込みを与える事になってしまった。
玖琅が秀麗に蜜柑を食べさせて喜ばれているのを見て、黎深も不器用ながら真似たところとても喜ばれた思い出を大切にしている。この時の感動がきっかけで品種改良の指示まで出し、紅州みかんが生まれた。その後も百合の木と合わせて持ち歩いたり、蜜柑の仮面を作らせたり、蜜柑そのものにまで愛着を見せている。時折、蜜柑は扇同様に投げる武器として用いられる。
李が花でも実でも一番好きで、絳攸の姓にも選んだ。どこにでも根付き、白い花を咲かせ、実も根も薬になり、実が甘い一辺倒ではないところを気に入っている。相当な天邪鬼な為、その事を誰にも知られないようにしているが、邵可と百合と楊修にはバレている。後に邵可が絳攸にもバラした。
"風の狼"の解散後も邵可を兇手として使う王家および霄太師を憎んでいる。邵可に可愛がられている上に秀麗を諦めない劉輝を「洟垂れ小僧」と呼んで忌々しく思い、絳攸に（側近である事を）後悔させたら即刻首をすげかえると劉輝に宣言している。親友の鄭悠舜が宰相になった際には、劉輝に不幸の手紙を送ったり、腐った生卵を投げつけたりして、当の悠舜に呆れられた。
妻の百合には、幼い頃から無自覚に想いを寄せていた。鳳珠の百合への恋を面白半分に応援している内に自覚し、半ば強引に結婚した。悠舜が「恋人同士でおしるこを食べると縁が切れず、末永く暮らせる」と教えられた時には馬鹿にしていたが、結婚後、おしるこを3日に1回信心深く食べている（百合はその訳を全く知らされていない）。素直に愛情を示す事ができないが、彼女に対する独占欲はかなりのもの。彼女に求婚してきた奇人に対し彼女本人の与り知らぬところで勝手に断りの文を出したり、当主の仕事をしない自分の代わりに忙しい彼女をいきなり呼び出すことが多々ある。百合以外には髪を触らせないため、髪を切っているのも百合。邵可譲りで上手い琵琶は、秀麗にも好かれていたが、百合に求婚する際に彼女にだけ弾くように努力すると約束した。
絳攸とは半ば共依存で、一時期は劉輝から引き離そうと吏部侍郎としての仕事を増やしていたが、わざと自分の仕事を放棄して絳攸に罷免請求を出させることで親離れさせた。
悠舜に対しては、彼が劉輝に忠誠を誓った時から早死にする未来を見通しており、仕事を妥協させる形で命を助けようとするが断られる。帰省時に、過去に自分が悠舜にしたことを思い出して自失状態に陥り、邵可から紅本家で蟄居を命じられる。悠舜から脚を奪ったのは自分かもしれないと、初めて自分が人であることに気づけたかのような有様だったが、志美に叱咤激励され、悠舜の元へ駆け付ける。北方行脚にも付き合ったが、最後に山中に置いていかれ、百合の出した捜索隊に絳攸共々保護された。
李 絳攸
詳細は李 絳攸の項目を参照。
楊 修（よう しゅう）
声：荻原秀樹
吏部の覆面官吏、考課官。『緑風』において、国試に及第したのに吏部試に及第できない冗官のふりをして紛れ込み、密かにそれぞれの人物の査定をしていた。吏部官で黎深に楯突ける1人。秀麗に吏部として正当な評価をした上で「でも嫁にしてもいい」と報告書に書いたため黎深に睨まれる。蘇芳の父親の暗殺未遂を知っていた。自分の正体に勘付いた陸清雅に協力し、秀麗の上申書を詐取する。
絳攸の侍郎就任前は吏部侍郎最有力候補だった。侍郎になる時の為にと黎深を注意深く観察し、その天才ぶりは認めつつも、何でも手に入っていながら滅多に使おうとしない姿に苛立ちを覚えていた。ただ好きな人の為になろうとして空回る一面は嫌いではない。
吏部に配属された絳攸に仕事の全てを叩き込み、絳攸からも官吏として尊敬されている。いつまでたっても「吏部侍郎」ではなく「吏部尚書のお守り」でしかない絳攸に失望し追い落としを図るが、自ら引導を渡し免官を逃れる道を残していた。
適当な上の位で楽をしたいと思っている。自分より能力の低いものの下で働くのは嫌。欧陽玉の親友で、美的感覚抜群の彼には侵入捜査の際の変装を手助けしてもらっている。『黎明』では変装中の染髪の名残で、頭頂は黒、毛先は茶色になっており、玉にそれを活かして短く切られた。唇は薄く、鎖の付いた眼鏡を掛けている。
『黒蝶』で吏部侍郎に着任早々、出仕を拒否した紅姓官吏の首を次々切り、後に能吏を据えたことで注目を浴びる。上治6年秋より茶州州牧となる。
好きなものは「枇杷の実」「雪柳」「秋の鈴虫」「降るような銀杏の葉」「夏の虹」「紅黎深の琵琶」「李絳攸」。名の由来は楊修か。
碧 珀明（へき はくめい）
声：私市淳
秀麗の同期で、第四位及第。上治1年で15歳。絳攸に憧れ、16歳状元の彼に敬意を表して1年遅らせて受けたが、影月・龍蓮・秀麗に越され、17歳状元の野望は潰えた。秀麗には「珀」または「珀明」と呼ばれている（アニメ版では「珀明君」で統一されている）。
一本気で曲がったことの嫌いな性格。照れ隠しらしき文句も同時に出るが、同期の中で唯一、影月と秀麗を助ける。国試で秀麗や影月と共に、龍蓮とまともに向き合ったことから、龍蓮に「心の友・其の三」として認知される。また、茶州の奇病騒ぎの折、同期の二人を心底心配していたようで、騒動終結後に櫂瑜を経由して、文一つ遣さなかった彼らの下へ友を想う気持ちを土台とした、かなり長い説教文を送る。
希望通り絳攸と同じ吏部の下官に任じられ、こき使われている。当初は貴族らしい純粋さがあったものの、「悪鬼巣窟」と呼ばれる吏部での激務により、罵詈雑言の語彙が日々増加している。絳攸が吏部侍郎を追われた後も、吏部の内情を伝えるなど交流は続いている。
官吏になった理由は、碧家の芸術を政治的思惑から守るため。中央官吏を目指していたのはそのためである。芸能の一族の碧家の出身で、碧州では神童と呼ばれており、芸才はないものの鑑定眼は碧家でも屈指。
碧 歌梨の弟。姉想いで、贋金の件では官位剥奪も覚悟していた。『青嵐』の辺りから碧家より帰還命令が出ていたが、政治に疎い実家らしくなさに違和感を覚え、碧家系官吏を辞めさせない為に朝廷に留まる。『黎明』では歌梨が宝鏡作りで死ぬことになり、秀麗から絳攸のことを聞かれてもそれどころではない状態だった。『黒蝶』では絳攸の問い合わせに応じている。

##### 戸部
黄 奇人（こう きじん）
声：中多和宏 / 速水奨
戸部尚書。本名は黄 鳳珠（こう ほうじゅ）。いつも仮面を着けており、周りに奇人変人と言われ続けたため、それならと自分から奇人と改名した。仕事に関しては非常に有能かつ厳格。仕事を能力によってその人の限界ぎりぎりまで振り分けるため、高官になるほどこき使われて辞めていく。その代わり彼の下に残った少数の文官はもれなく有能。黎深と並び、次期宰相候補とされるが、折衝よりは実務向き。気功の達人。
仮面で顔は隠され、声もくぐもっているが、実はどちらもこの世のものとは思えない美しさ。白く滑らかな肌、通った鼻筋、唇の形、切れ長の瞳、長い睫毛の一本一本まで有り得ない完璧さで整っている。黎深曰く「飛んでる鴉も気絶してバラバラ落ちてくるような顔」。素顔を知らない人（楸瑛や絳攸など）は、逆だと思っていることが多い。髪がさらさらすぎて結えない。微妙に毎日仮面が違い、それによって一部の人には機嫌が分かるらしい。仮面は黎深が雅旬に作らせて送り付けており、奇人もなんだかんだと言いつつ、気分で使い分けている。口の部分は開閉式で、着用したまま飲食が出来る。折畳み式の仮面もある。
彼の素顔を見た者は「よくて三年仕事が手につかなくなり、悪ければ一生廃人」になると言われている。彼が仮面を着ける前の時代からの古参官吏たちは「今度見たら一生仕事ができなくなる」と恐れ続けており、声を聞いただけでも慌てふためいたり、失神する者までいた。耐性のある者でも一瞬は唖然とさせている。
彼が受験した国試は、彼の美しさが原因で、州試では彼以外全員が落第、会試でも同舎になった者は黎深以外落第、殿試でさえ落第者が続出した。他にも原因はあったとはいえ、及第者数史上最少となり、結果｢悪夢の国試｣として伝説にまでなってしまった。彼本人は藍姓官吏が居なくなった分も穴埋めしたい気持ちであり、お前のせいで受からなかったとの恨み辛みには受験を後悔する程だった。鄭悠舜、紅黎深に次いで探花で及第した。
自分の素顔を見ても普通に接してくれた百合に惚れ求婚するも、「その顔の隣で奥さんなんかやってられません」という百合からの文（と見せかけた黎深の文）を送りつけられ振られる。その後百合は黎深と結婚したことが仮面をつけた原因。しかし本当のところ、当の百合には「好青年」と評され、かなり好印象であった。
『黄金』では当初、急な女人の国試受験に反対していたが、猛暑の影響で人手不足の折、絳攸が男装させて送り込んだ秀麗の働きぶりと政事への視野の広さを見て、考えを変える。その後も秀麗とは季節の便りを交わしている。
『黎明』で黄家から辞職を命じられていたが、悠舜のために朝廷に留まることを決めた。『蒼き』で朝議での発言がどんどん少なくなってきていることから、絳攸らに黄家の動きを不安視されていたが、『紫闇』にて本人は黄家へ説得の手紙を出していたことが明かされた。
彩雲国物語4（マンガ）では、素顔が明かされている。
景 柚梨（けい ゆうり）
声：西村仁 / 宮本充
戸部侍郎。『黄金』時点で40近く。抜けている訳ではなく正統派な穏やかさんで強か。欧陽玉曰く「数少ないまともな高官」。
奇人が仮面を付ける前から10年以上の付き合いで、奇人の仮面の下の表情も読める。奇人との初対面は黄州州試で、奇人以外は落第し、多くが奇人の存在のせいにする中、彼は「来年は受かってみせるからあなたは絶対及第しててくださいね」と激励した。当然、奇人の本名も知っており、2人きりの時は「鳳珠」と呼ぶ。曰く奇人なんてみっともない名前では呼べない。
侍童として来た紅秀（秀麗）の働きぶりや賢さを気に入り、絳攸に彼の後見につきたいと望んだ。紅秀が男装した女性と知ってからも、変わらず「秀くん」と呼んで可愛がっている。旺季に心酔せず自立した姿勢を持ち、『蒼き』では晏樹に喧嘩を売った。これがきっかけとなり、上治6年秋より左僕射に昇進、劉輝の治世で3人目の宰相となる。
高 天凱（こう てんがい）、碧 遜史（へき そんし）
両名とも戸部の施政官でかなりの高齢。猛暑の夏、倒れる官吏が続出する中、最後まで頑張っていたがついに戦線離脱した。これを受けて、臨時の施政官に燕青が任命された。碧遜史については、『蒼き』で中枢部に居る碧家系官吏として言及されていないことから、退職した可能性がある。

##### 礼部
蔡尚書（さいしょうしょ）
声：藤本譲
秀麗らが進士として研修した際の尚書。初老で恰幅がよく、表向きはいつも笑顔の優しそうな人物。女性官吏反対派だった。秀麗が国試において不正を働いて及第したという噂を流し、その後見人であった黎深を紅家当主だとは知らずに拘束してしまう。
一度は「捨て子」と馬鹿にした絳攸に、官位が上がると娘を娶らせようとして縁談を持ってくる、面の皮が厚い小物。茶一族に当主の指輪の偽物を届けて出世しようとしていた。他にも悪事を色々と働いていた為に失脚。絳攸に関することで黎深を二度も怒らせたことにより、財産没収、家族、親族、友人からは絶縁、紅家からは全国指名手配と社会的に抹殺された。鬘着用。
魯尚書（ろしょうしょ）
声：家中宏
礼部の教導官。蔡尚書の失脚に伴い、これまでの功績を認められ礼部尚書に就任。灰色に近い色の目を持つ、初老の男性。いつも仏頂面。紅黎深には珍しく気に入られている。
礼部預かりとなった進士達を指導する。身分に関係なく、上位及第した優秀な者にのみ雑用ととてつもない仕事量を割り振る。実はその雑用は朝廷内の内情を良く知るため、大量の仕事は周りに舐められて潰されないようにするためで、彼なりの官吏への英才教育である。ついて来られなかったり賄賂を渡したりする者は見限り、仕事量を減らすため、「魯官吏は賄賂に甘い」という正反対の噂すらある。徹夜して頑張る進士たちのために、こっそり夜食を人数分持ってきて置いていく。
劉輝が紅姓官吏に名誉挽回の機会を与えようとした時は、教育者としての信念から同意を示した。景柚梨が旺季に異議を唱えた時にも賛同した。
角川文庫版にて、紅藍両家関係者は特に厳しく扱くと語られた。
和官吏（わかんり）
声：こぶしのぶゆき
礼部に所属する官吏で、白粉に眉墨と雅な顔立ち。賄賂で官位を手に入れたと専らの噂であり、地位に相応しい能力があるかは疑問符が付く。蔡尚書（当時）より金銭と出世を約束されて影月と秀麗に嫌がらせをする。のちに蔡尚書の不正に関する捜査が自身にも伸びるに至り、行ってきたことを自白した。

##### 兵部
孫 陵王（そん りょうおう）
声：牛山茂
兵部尚書。前藍州州牧で、約5年前に貴陽に戻る。旺季の旧友で、年は50を超えている。愛煙家でいつも煙管をくわえている。黒家四門孫家の生き残りで黒狼が気配を隠していても読めたり、過去に宋太傅と司馬龍、戩華王を一度に相手できるくらい武術の腕に長け、「剣聖」の異名を持っている。女人官吏には散々文句を言った。上治14年3月初めに死去している。名の由来は蘭陵王か。
孟侍郎（もうじろう）
声：蓮岳大
兵部侍郎。自分の娘を後宮に入れるために十三姫と秀麗を兇手を使って殺そうとした。自作自演で襲われた際、迅に暗殺される。別件で地方官吏を兇手を使って殺し、後任に自分にゆかりのある官吏を赴任させていた。

##### 刑部
来 俊臣（らい しゅんしん）
刑部尚書。上治1年で41歳。悪夢の国試組の1人。黒州の小役人、大理寺長官を歴任。古今東西あらゆる法律に通暁し、矛盾だらけだった膨大な法律を極限までそぎ落とし、司法官の絶大な信頼のもと刑部及び大理寺を掌握。
昼間は刑部の牢屋にある棺桶で寝ている。夜行性で夜に働く。自分が気に入った人に棺桶を贈りたがる。黎深を異様に気に入っているが、本人には逃げられている。悪夢の国試組の国試の際に、黎深らが幽霊退治に繰り出す原因を作った人。黎深のために拍手喝采大爆笑の生前葬式を計画している。黎深を見ると色々な案が浮かんでくるらしい。
秀麗と初めて会った時に一緒に棺桶に入らないかと言って白菊を渡そうとしたが、気絶されてしまった。それ以来秀麗を少し気に入り、彼女を「小鳩ちゃん」と呼び、彼曰く「お茶目な棺桶」を贈りたがったり墓地の予約をしたがったりしている。
蒼白な肌色。棺桶を出る時は、髪紐で髪をくくり、特別製の漆黒の官服を着、白手袋を嵌める。棺桶を出れば刑部尚書になり、仕事はきちんとする。一人称はボク。人に棺桶を贈ったり読経を読むことにはまったく嫌がらせや悪気などの気持ちはなく、彼にとっては親愛の表れ。戴く王次第で左右される「人治」でなく、堅固な法体制で民草を救える「法治」の世を求めている。
『黒蝶』で秀麗を気に入り、彼女の後宮入りで劉輝への心象を下げる。『紫闇』で劉輝が羽羽殺害犯を問答無用に処刑せず公開尋問をしたことに奇妙な心地を覚えていた。短編「冬の華」では地方に居る。名の由来は唐の司刑標事、来俊臣か。

##### 工部
管 飛翔（かん ひしょう）
声：長嶝高士
工部尚書。「悪夢の国試組」の1人で、ギリギリ及第した。仕事は出来るが、無類の酒好きでかなりの飲兵衛。彼の執政室には大小の酒瓶酒樽がごろごろ転がっている。
実家は黒州と白州を纏めるやくざの組で、飛翔はその総領息子。あだ名は「九紋龍」。上半身には龍の刺青を彫っている。15歳から濡れ衣やら人を庇ってやらで獄中と娑婆を行き来する様になる。実家は当然、官吏と不仲なのだが、落第したら官吏は諦めてやくざの跡を継ぐとの条件付きで父に国試受験を認めてもらった。国試中に黎深とあることがきっかけで取っ組み合いの大喧嘩をしたことがある。
国試の女人受験制に最後まで反対していたが、秀麗との飲み比べで負けたことと、官吏になった理由が自分と同じ「官吏になりたかったからなった」だったため、秀麗を認める。
飛翔が尚書になって以来、工部に配属になった官吏は尚書と飲み比べをすることになっており、下戸官吏に恐れられている。
劉輝を認めていなかったが、『青嵐』からの悠舜の説得により『黒蝶』から劉輝側についた。『紫闇』では吏部尚書解任騒ぎを見て、後宮に籠る劉輝を諌められなかったのは朝廷百官の責任と感じたと語っている。短編「冬の華」では地方に居る。九紋龍は史進のあだ名から。
欧陽 玉（おうよう ぎょく）
声：羽多野渉
工部侍郎。飛翔とは「六部一、仲の悪い尚書と侍郎」として有名。いつも｢陽玉｣と呼ばれ苛立っている。服装に非常に気を遣っていて、常に装飾品をジャラジャラと飾り立てているが、「似合っているからいいんです」と平然としている。実際、美意識が優れているので派手ではあっても悪趣味にはならない。髪は毎日時間をかけて鏝で巻いている。奇人の美貌に心酔しており、「管尚書より黄尚書の下で働きたい」という旨の発言もしている。実は飛翔以上に酒に強いが、酒の匂いが服につくことを嫌って飛翔に付き合わない。
最初は秀麗のことが気に食わなかったが、飛翔と秀麗の飲み比べの一件で少しだけ評価を変え、手助けもしている。
欧陽家は、碧家の門家筋、「碧門四家」のひとつであり、相当な目利きでもある。珀明の義兄で歌梨の旦那である欧陽純とは従兄弟関係。
楊修とは親しい間柄。景柚梨には心痛をかけたくないと思っている。
『青嵐』の辺りから碧家より帰還命令を受け取るが、政治に疎い主家らしくなさに違和感を覚える。『黎明』で歌梨が宝鏡作りで死ぬことになり揺らぐが、珀明の動向も見て保留とし、『黒蝶』で劉輝側に付いた。『黄昏』で晏樹の暗躍により碧州が壊滅すると気が気でなくなるが、『蒼き』にて碧州州牧の慧茄が行方不明になったことを受けて臨時の州牧に就任、左羽林軍とともに碧州に向かった。後に慧茄が無事であったことが判明し、自身は地方に赴任した。短編「冬の華」でも地方に居る。
陶老師（とうろうし）
声：澤田将考
王の筆頭侍医。工部管轄の太常寺大医署の長官も兼務（アニメでは下記の専属官が登場している）。王宮で最高の医師。老師は先生、というような意味である。弟子の医師には、陶師匠と呼ばれる。秀麗が貴妃であったことを知る数少ない人物で、今も貴妃に戻ってほしいと思っている。
若い医師たち（わかいいしたち）
陶老師の弟子たち。奇病事件のときに茶州に駆り出された。葉老師の下で人体切開の手術を教わり、食材をつかって王宮の厨房や町の料理屋で猛練習した。茶州に着いた際、実際の人体切開に怯むものの、医師としての役割を思い直し手術に臨む。練習のためか、本番では手術ミスによる患者死亡はゼロ。衰弱で死亡した患者の遺族からも治療について感謝される。
奇病事件後は貴陽に帰った者もいれば、茶州に残り医療技術を伝える者もいた。ちなみに茶州に残った者たちは、医者の仕事のほか、切開の練習がてら料理屋で食肉解体の賃仕事などもしている。たまに血が体に付いたまま街を移動し、血みどろの人食い鬼集団と間違われたりもした。

#### 門下省
旺 季（おう き）
声：家中宏
侍中（長官）で、旺栗花落の弟。50代後半で孫にリオウが居る。地味に整った顔立ち、黒髪、黒い瞳を持つ。短い髭を綺麗にたくわえ、さほど高級でない耳環や指輪を付けている。資蔭制で朝廷に入った。彼が長官を務める門下省は、御史台と並んで「貴族の牙城」と呼ばれている。以前は御史台の長官だった。元の姓氏を冠し、蒼季とも呼ばれる。蒼玄の子孫であり、血統における王位継承者としては第1位。
紫門四家で、貴族としての矜恃が高い。七家と縹家が優遇されていることに不満を持つ。紅藍両家を嫌っており、凌晏樹が紅家に潜り込む時も喜んで送り出した。但し晏樹の工作で姫悠舜が紅家に捕らえられると自ら助け出し、姫家が壊滅すると紫戩華に噛み付くなど、晏樹がどう紅家を弱体化させるかまでは頭が回っていなかった様子も見せている。
10代、戩華公子と対立し、獏を残して一族の総てを喪う。20代、孫陵王と共に左遷の日々を送り、朝廷の腐敗に対して暗殺などの手段で対抗していた。その頃に悠舜・皇毅・晏樹らの養い親となり、悠舜の看病の為、一時期冗官にもなった。30代、御史として中央に返り咲いたが、妾妃達の対立に巻き込まれ百以上の兵士を切り捨てながら城を落ち延びる。以来10年「巡察」と銘打った流浪を経験する。門下省の侍中として城に戻った晩秋の夜、呪いによって弱りきった戩華に止めをさした。
紫劉輝とは彼が幼児の頃からの顔見知り。清苑公子が流刑に処された1年後の雪の夜に対話したことがあり、そのときに「自分を捨てて、何かから逃げていきることはしない」と決意した。
民を思う心と戩華への対抗心を支えにしている。対抗心が行き過ぎる余り、内心こうなって欲しいと思うことを、晏樹に代行させる形で実現させていた。戦を最終手段として捨てられず、資金調達の為に配下に贋作を売らせ、真作を買う時にも贋金で払わせ、塩に白砂を混ぜて水増しした分を盗んで転売する。これらの事件で得た金の一部を藍州の製塩所の買収に充てて、藍州産塩の売り上げを手に入れようとする。塩の件では塩・茶・鉄に関する独立した官位を設け、そこに手の者を送り込もうとも企んだ。更に黄家にも前金を払って戦準備をさせる。紅秀麗を厄介払いしようと冗官解雇案も提示するが、こちらは悠舜に貴族派の官吏の大量解雇という形で反撃される。武器調達にあたっては紅一族による経済封鎖を隠れ蓑に、子蘭などを使って紅州から鉄炭を密輸し、領地内でやはり紅州から連れ出した技術者達に合金に打ち直させて黒白両州の刀鍛冶へ送っていた。
準備を万端に整え、劉輝に譲位を迫るが、彼が一兵も連れ出さなかったことに動揺し、一騎討ちの中で彼が戩華ではないと痛感させられる。晏樹が旺季軍を煽動した時、戦に繋がると分かっていながら玉座に目が眩んで自軍を止めようとしなかった自分に愕然とし、劉輝に対して敗北を認めた。責任を取って自決しようとするが、リオウと秀麗の身体を借りた飛燕に止められ、劉輝から莫邪を受け取った。
表向きは旺季と天災に因果関係は認められなかった為、事態の収拾に動く姿を評価されていたが、朝廷を辞してからは情勢の変化により凋落した。上治14年、山家の変から秀麗を救い出した後、死去。末子であることから「季」と名付けられる。名の由来は劉邦の字、「季」か。
凌 晏樹（りょう あんじゅ）
声：千葉一伸
黄門侍郎（次官）。皇毅、悠舜とは幼なじみ。凌家の養子かつ唯一の生き残り。垂れ目で、茶色の瞳は感情に応じて濃淡が変わる。波打つ髪など、弟とはどことなく似通っている。官服は少し着崩し、冠や佩玉も付けていない。作り笑いが地顔になっている。
資蔭制で朝廷に入ったが、貴族派と国試派の中立的立場を取る。悠舜達より年上の30代後半で、官吏経験も長い。彼の出生は禁句になっており、それを持ち出したものは朝廷の表舞台からことごとく抹消されていることで有名。
彼から桃をもらうと不幸になる。皇毅から「トドの背後霊」と称された（ただしこれは、秀麗がおぼろげな記憶を要約したもの）。秀麗には表向き好意的で、たまにちょっかいを出す。秀麗に、何かしらの物（行動や情報など）と引き換えに情報を与える。果物が好き。特に桃は初仕事の報酬で貰って以来好んでいる。秀麗が幼い頃（10歳頃）「姮娥楼」で賃仕事をしているときに会ったことがある。絶対身元を明かさない謎の人として秀麗は覚えていたが本人は忘れていた。本人いわく「好きなコはいじめたくなる」らしい。自称「嘘つき」。
幼少時に報酬に桃を提示されて、母とその再婚相手の家族を皆殺しにした。爾来、生来の美貌と気質を生かして貴族を渡り歩き、食い潰してきた。その過程で何度か旺季と邂逅し、彼に興味を持つも、旺季の方は自分だけを特別扱いしてくれない事に焦れ、彼を度々殺したいという衝動に駆られる。しかし、本当は誰よりも旺季を守りたいと思っており、何としてでも生かそうと行動する。
紫戩華からの依頼で紅家に潜入し、紅家の中心人物を次々に誑かし、姫家を売って保身を図る様に吹き込む。姫悠舜が紅家の禁苑を訪れた時は、紅家の裏の者に捕らえさせる。後に悠舜には歪んだ形ながら仲間意識を持ち、彼を見捨てた紅家は嫌う様になった。
父は茶仲障で、異母弟に茶朔洵が居る。自分達の不幸の種である彩七家を忌み嫌っており、出生を隠したい余り、父と弟に殺意を抱いているが、結局悠舜に片付けさせた。黒仙との契約の対価に朔洵を差し出し、朔洵の「抜け殻」を操れるようになった。この時、神器破壊、縹瑠花と羽羽の殺害を課される。
『紅梅』で碧万里に鳳麟印を偽造させ、『黒蝶』で紅一族に経済封鎖と出仕拒否を命じ、鉄炭と技術者の流出を行い易くした。『白虹』で離魂の鏡が破壊された後、立香から神器の情報を聞き出し、試しにと若手術者を唆して宝鏡を破壊させ、藍州に水害と塩害を引き起こした。『黄昏』にて羿の神弓も破壊させ、碧州の蝗害と地震も誘発する。秀麗たちや縹家の高位術者が事後処理に追われて出払った隙を見計らい、瑠花の本体の首を落とすことに成功する。後継者の芽も摘もうと英姫、珠翠の殺害も目論むが、こちらは失敗に終わった。旺季が敗色濃厚になると必死になる余り、御史数名の前で貴陽の火計を明らかにするが、結局証拠不十分になった。
本編終了後、侍中に昇進し、貴族派の領袖に担ぎ出される。山家の変にて旺季の最期を看取った後に姿を消す。短編「冬の華」では死去している。

#### 仙洞省
四省の一。王家や貴族の婚姻や、神器の管理といった「仙」関係を担当。長官は縹家の人間。
縹 リオウ
詳細はリオウの項目を参照。
羽 羽（う う）
声：坂東尚樹
仙洞令尹（次官）。縹門羽家出身で、羽家唯一の最高位術者。櫂瑜と共に官吏の最長老格であり、彼の友人でもある。背が低く、真っ白な眉毛やヒゲに顔が埋もれた可愛らしいフカフカの外見で「うーさま」とこっそり呼ばれて、女官などに大人気。劉輝に縁談を持って追い掛け回している。王家や大貴族の婚姻を取り持つ副長。リオウを仙洞令君に招聘した。そのリオウからは「一寸じぃさん」と呼ばれている。幼いリオウに「縹家の男のなんたるか」を教えた人物。秀麗を王のただ1人の妃にすることには反対している。命を削る術者としては縹瑠花を除外すれば高齢だが、微弱な術ですら使用したあとに凄まじい疲労に襲われるなど、やはり年齢的に限界が来ている。
昔の瑠花を知り、彼女を愛している人物であり、彼女と縹家の現状を憂いている。5歳のころ、「時の牢」に幽閉された瑠花を1人で助けに来たことがある。その際に神力が上がったらしいが、もともとあまり高くなかったという。また、縹家の神器「蒼」の半分を瑠花から受け取っているためもあり、縹家一門の最高位術者でいられた、という経緯もある。
蝗害の鎮圧のため、長雨続きだった藍州にあった雨雲を紅州に呼んだことで盲目となった。その状態で、瑠花の首が落ちたことで起きた結界の綻びを鎮めるために人柱になろうとしていたが、秀麗の身体を借りた瑠花に離魂させられ、瑠花、英姫とともに結界の修復作業を行った。
結界を一時補修したところで、瑠花によって身体に戻されるが、仙洞官の1人に殺害される。そして、瑠花に約束していた波の音のする巻貝を渡し、「いつか永い眠りから覚めたあとで、迎えに行く」と約束を交わし、ともに人柱となった。

#### 御史台
葵 皇毅（き こうき）
声：成田剣
御史大夫（長官）。灰色に近い目と薄い唇を持つ。無表情でめったに顔を動かさない。公正さから御史台の腐敗を防いでいると評される一方、手段を選ばず、時には犯罪も見逃す。葵家独自の奏法を身に付けており、龍笛を得意とする。お茶は濃い方が好みのようだ。
葵家の唯一の生き残り。一族が無理心中を図る中を逃げ出し、父に背中を斬りつけられたところを旺季に救出される。晏樹、悠舜とは幼なじみ。資蔭制で朝廷に入った。悠舜達より年上の30代後半で、官吏経験も長い。旺季を慕い、彼の為に官吏で居続けている。旺季の元、貧乏生活をしていた経験で金にがめつい。
秀麗に冷たいことを言っているが気にかけてもいる。牢へ来俊臣を起こしに行ったところ、俊臣を探しに来ていた秀麗と居合わせ、彼女に亡くなったと勘違いされて泣かれた。俊臣曰く、皇毅が死んだと思って泣いてくれる部下は少ない。しかも屍人（キョンシー）になって彷徨っているとさらに勘違いされて縋りつかれ、その光景を見た清雅には大笑いされた。
今後の王政の為には紅藍両家を締めるべきと考え、司馬迅と紅黎深を取っ掛かりに朝廷での両家の影響力を削ぐことを目論む。立て続けに起こる天災に追い詰められたのか、『蒼き』では自らの立場を放って碧州州牧に志願しようとし、『紫闇』では辞意を固めていると語られるも、結局辞めなかった。上治14年、山家の変を受け、景柚梨にもう1人の宰相として取り立てられた。短編「冬の華」では死去している。
陸 清雅（りく せいが）
声：森久保祥太郎
監察御史。秀麗の好敵手。御史台長官の秘蔵っ子、官吏殺しと呼ばれている。上治1年で17歳。一重瞼、薄い唇を持つ。他を蹴落とすためならどんなことでもする。14歳の時に資蔭制で入朝。冗官の解雇騒ぎの際、上司の命で謹慎代わりに冗官になったフリをしていた。
最初は穏やかそうに装って協力していたが、贋作・贋金事件や塩事件で秀麗の手柄を奪う。事件に下手な介入をする秀麗が邪魔で贋作・贋金に一本の糸で繋がる塩の事件で退官に追いやろうとしたが、前々から不審を抱いていた蘇芳に阻止される。元から冗官の中にいると浮いていた上に、秀麗が「タンタン」としか呼んでいなかった頃に「蘇芳さん」と呼んだことで蘇芳の疑惑に拍車を掛けた。
御史監察は基本的に覆面が原則だが、やりようが派手で御史台内部でも噂になっている。その噂は蘇芳の耳に入るほど。自分が如何に派手にやっているかを自覚していないため、蘇芳が自分の正体に気づいていたと知った時には「そんな馬鹿な」と愕然としていた。
人に甘く物事に全力投球する秀麗と違い、冷酷に観察して5割の力で要領よく事を片付けようとする。多くの面で秀麗と対照であり、秀麗の「好敵手もしくは天敵」になるといわれている。秀麗によくちょっかいを出し、日々舌戦を繰り広げているが、仕事で手を組めば相性は最高である。
彼の出身である陸家は旧紫門四家で、一度没落した。跡取りが嵌める銀の腕輪をしている。好みの女性は「女々しくないヤツ」だが、何らかの理由から女性一般に不信感を抱いている。髪結いが得意。蘇芳からは「セーガ」と呼ばれる。
短編「冬の華」では御史大夫になっている。絳攸が劉輝の面会を謝絶したことで後宮監察に入るが、その結果に追い落とす気をなくした。
榛 蘇芳（しん すおう）
声：勝杏里
監察御史。下級貴族の家のお坊ちゃんだった。あだ名はタンタン。身に付けていた金色の狸（露天商を装った清雅が売りつけた「たんたん狸」）から静蘭が命名。父・淵西の命令で、秀麗と結婚する気もないのに求婚する。
元々は中書省にいたが、口を開くたび上司の機嫌を損ねる言葉が出てくるため、官位を下ろされた挙句に地方に飛ばされてしまい、やる気のない性格になった。異動で御史台に籍を置くものの、秀麗と会うまでろくに働かず家でゴロゴロしていた。秀麗の鼻の低さが気になるのか、やたらと秀麗の鼻をつまんだり、ピンとはじいたりしている。
贋作・贋金事件に父が関与したために父と一緒に捕まるが、秀麗が保釈金を肩代わりしたおかげで釈放される。しかし事件の影響で冗官に降格、秀麗と共に職を探す事となる。獄中の父親のところに毎日通って差し入れをしていた。同じ放蕩をしても何とも思わない者が多い中、自分の自堕落ぶりを冷静に把握しており、静蘭曰く「貴族なのに人として正常な感性を持っている」。
何も取り得がないが勘の良さと分析力に優れている。その勘は、贋作・贋金事件を利用して秀麗を葬り去ろうとする清雅の企みに気付くほどに鋭い。皇毅に秀麗を拾ってくれるように頼みこんでいた。
ポンポンと遠慮の無い言葉を口にするが、人が必死に隠している本質でも簡単に見抜ける。本人は自覚なし。また、特に悪意はないが思った事をポロポロと口に出す性格でもある。このため静蘭が燕青以外で珍しく外面抜きの本来の性格で接してしまう相手。
だがそこにはいつも根拠があり、実際に中書省時代に彼に諫言された官吏の多くがその直後に失脚している。人にとっての「最後の一線」の見極めができる稀有な観察力の持ち主であり、いつも一言で核心ど真ん中を射抜く。楊修に見出され、黎深と絳攸からも「補佐の才」があると認められる。こうした能力から秀麗の甘さを補うため御史台に再び拾われ、裏行として彼女を補佐する。しかし自分が静蘭や燕青と違って、秀麗のために何もかも捨てられる人間でないことを認識してもいる。
『白虹』にて御史に昇格し、両親と共に地方監察の旅に出、飛蝗の動向を調べていた。『紫闇』にて劉輝からの依頼で文仲を救出する。『骸骨』では旺季を軽視する朝廷に怒りを抱き、それが名御史になる原動力となった。
後年、軍権をほとんど使うことなく数々の冤罪を晴らし、凄腕の監察御史として史実に名を残すことになる。また「自分の人生は、紅秀麗のせいで波乱万丈になった」が口癖だったとも伝えられる。
紅 秀麗
詳細は紅秀麗の項目を参照。
浪 燕青
詳細は浪 燕青の項目を参照。

#### 羽林軍

##### 右羽林軍
白 雷炎（はく らいえん）
声：大橋佳野人
右羽林軍大将軍。右羽林軍での静蘭の上官。童顔を気にしており、髭を生やして隠そうとしているが成功していない。虎の毛皮を身に付けている。豪快な性格で、管飛翔並に酒が強い。黒家と並んで武勲で有名な白家の出身で、黒燿世とは喧嘩友達、好敵手。常に火花を散らしまくるが、燿世の無言を通訳できる。茈静蘭が紫清苑と見破っているにもかかわらずしつこく彼を勧誘していた。
左羽林軍が碧州へ発った後、軍を再編し、王宮の守りに穴が開かないようにしていたが、悠舜に賊を手引きされた。劉輝に悠舜の護衛を命じられ、彼が晏樹に殺されかかっていたところを黎深と共に助け出した。その後、北方行脚に付き合わされた。
「自分が助けてやりたいと思った奴が王」という信念から、貴陽を落ちる覚悟を決めた劉輝に家宝である「青釭剣」を預け、個人としての忠誠を誓った。北方行脚の途中で「青釭剣を王に渡すこと」即ち「白家が王に忠誠を誓うこと」と発覚し、嘆いている。短編「冬の華」では地方に居る。
皇 子竜（こう しりゅう）
右羽林軍将軍にして白雷炎の副官。口が堅い。劉輝の貴陽落ちの際に楸瑛や上官とともに劉輝を守り、紫州と紅州の境付近で追っ手をかわすため別れたが、その後無事に合流している。
茈 静蘭
詳細は茈 静蘭の項目を参照。

##### 左羽林軍
藍 楸瑛も所属していた。
黒 燿世（こく ようせい）
声：松本大
左羽林軍大将軍。無口でほとんどしゃべらず、相手の目をジッと見て心と心で語り合おうと試みることがある。管飛翔並に酒が強い。楸瑛の上官。白家と並んで武勲で有名な黒家の出身で、白雷炎とは喧嘩友達（好敵手）。楸瑛が彼の存在ゆえに左羽林軍を選んだとまでいう人。雷炎と同じく静蘭の正体を見破っているにもかかわらず、勧誘していた。
『白虹』にて楸瑛だけでなく自分達にも選択の時が迫っていると感じていた。『蒼き』にて欧陽玉と共に碧州へ発ち、『紫闇』でどういう経緯か悠舜の北方行脚に付き合う。黒家当主を説得しようとしたが、悠舜の策で無用に終わった。
皐 韓升（こう かんしょう）
声：立花慎之介
左羽林軍に所属し楸瑛を慕う部下。上治1年で17歳。そばかすと童顔のせいか実年齢より幼く見える。奇病騒ぎの際に秀麗や医師らを茶州近くまで送るときに加わったり、監察御史となった後の秀麗を何度か助けたりしている。弓術に優れ、将来を嘱望されており、孫陵王からも「いい武将になる」と評価されている。藍楸瑛の後を継ぎ、左羽林軍将軍となる。
短編「恋愛指南争奪戦！」では、両大将軍が企画した武術大会に力試しと称して参加。優勝賞品に興味はなかったが、強運と得意の弓術の腕で図らずも優勝した。
紅州の救援に向かう旺季の強行軍についていけたため、馬術の腕が劇的に上がった。また、旺季を殺そうとしていた静蘭の抑え役をしていたことから、彼との力関係が逆転した。短編「冬の華」では右羽林軍大将軍になっている。名前の由来は黄忠の字、「漢升」。

#### 朝廷三師
霄 瑤璇（しょう ようせん）
声：石井康嗣 / 柴田秀勝 / 青年：高木渉
朝廷三師（実務には携わらないが、王の教育係や相談役といった役割を務める名誉職）の一人で、太師。口元を覆う、豊かな白髭をたくわえる。若い頃は黒髪で髭は無かった。王のためなら何でも犠牲にする、食えない爺さん。鬼畜。奇人の素顔には免疫がある。
彩雲国を滅ぼすのではないかと期待して、紫戩華に仕えるが、旺季が助命されたことで当てが外れた。それでも長年、尚書令と宰相を務めた。旺季が王になる為の捨て駒として、紫劉輝を王に据えた。後宮に籠る劉輝を引き摺り出す為、紅秀麗を仮の貴妃として雇った。王として仕事をする劉輝を見て、思っていたより良君の素質があったことに戸惑っている。よく劉輝に嘘を教えてからかっている。
茶鴛洵の死後、本物の茶家当主の指輪を守り、最後まで茶家更生に陰ながら助力した。英姫には頭が上がらない。本当は英姫に思いを寄せていたが、彼女が鴛洵を愛しているのを知っていたので身を引いた。櫂瑜が苦手で、彼のことを「筋金入りの格好付け」と称した。珠翠の後見人。黒狼に命令することができる現在では唯一の人。実は彩八仙の1人、紫仙で紫霄と呼ばれる。上治16年、秀麗の死に伴い、自分に関する記憶を全て消した。その後、鴉の姿で王宮内に度々出現する。
宋 隼凱（そう しゅんがい）
声：小形満 / 塚田正昭
太傅。髪質は硬い。剣の太刀筋で静蘭の正体を見破る。劉輝の剣の師匠。あまりにも厳しすぎて誰もついていけないので、引退後は指南役にも選ばれなかった。奇人の素顔には免疫がある。紫戩華の時代から国一番の猛将。戩華から「沈丁花」を下賜された。恋愛に関しては晩熟であり、妻と出会って結婚するまでに丸5年、初めて逢引に誘った言葉が「悪徳剣道場へ道場破りに行くから一緒に来るか」、新婚旅行が「全国戦場跡巡り」であった。妻と交わした恋文を未だに大切に所持している。
誰の記憶からも消し去られたはずの霄 瑤璇の事を唯一覚えており、酒と3つの盃を準備していた。短編「冬の華」では隠居した後、死去している。
茶 鴛洵（さ えんじゅん）
声：坂東尚樹 / 丸山詠二
太保、茶家当主、縹英姫の夫。傍流ではあったが、茶家直系の男子がすべて死んだ為に、茶家当主に就任。自らは朝廷に伺候し、貴陽から舵取りをした。一族には鴛洵が暗殺したと認識されているが、実際は当時の茶家直系長子が鴛洵に当主の座を渡そうと直系男子全員を毒殺し、自身も自刃した。『はじまり』の9年前、準試にも受かっていない燕青を茶州州牧に推し、後見する。霄太師の上に立つため静蘭を王にしようとするが、計画は失敗し、霄太師に殺された。しかし、その真意は腐敗した茶家を糾弾する口実を与え、茶家の更生を願うものだった。死んだ後は茶家の当主印に魂を宿し、若い姿で茶州へ赴く前の秀麗達の前に現れた。克洵が次期茶家頭首になることを予想していた。紫戩華から「菊花」を下賜された。老年期は好々爺だったが、20代後半の頃はやや神経質な顔立ちで、意志の強い眼差し、少し寄った眉根、引き結ばれた薄い唇が印象に残る。作者曰く「彩雲国で1、2を争うほどいい男」。

#### 後宮
縹 珠翠（ひょう しゅすい）
声：岡村明美 / 湯屋敦子
筆頭女官。『はじまり』にて27、8歳の容姿とされる。黒髪、朱い唇、凛とした美貌の持ち主。才色兼備で、かつては連日回廊に溢れるほど求婚者が列をなした。作法・家事類は何でも出来るが、裁縫だけは大の苦手。紅秀麗が後宮入りした時、貴妃付きとなり、彼女が後宮を辞した後は、紫劉輝直々の指名で王付きとなる。
元は暗殺傀儡の1人で、 縹瑠花のことを「お母様」と呼ぶ。薔薇姫の側仕えを勤め、7歳になれば薔薇姫の次の体になる運命だった。生まれた時から兇手として洗脳されていたが、薔薇姫が話し相手を欲して洗脳の一部を解いた。6歳の時に邵可らに拾われ、風の狼の一員となる。当時から邵可とその周囲全てを愛しつづけている。
縹家を出てから20年も洗脳から逃げ続けてきたが、リオウの目を見て再びその暗示が発動。体調不良になりながら必死に耐えていたが最終的には操られて十三姫を襲撃した。逃げる事をやめて瑠花に向き合うことを決め、十三姫に筆頭女官の座につくように頼み、後宮から姿を消す。暗示は一度発動したら死ぬまで操られる筈だが、秀麗の声などにより一時的に解けている。自ら縹家に戻った後は、洗脳に抗い続け、終いには「時の牢」へ幽閉されるが、藍楸瑛に助け出される。
元は異能を持たなかったが、後天的に「千里眼」を身に付けた。「時の牢」で一千刻を耐え抜き、「千里眼」以外にも複数の異能を身に付け、大巫女となりうるほど強大なものになった。
女官に手を出しては振り、自分のことも口説き続ける楸瑛をボウフラ扱いして毛嫌いしているが、楸瑛に本命がいることを気付いている数少ない一人でもある。但し、後にそれをふっきった彼が、自分に本当の想いを寄せていることには全く気づいていない。楸瑛と初めて会った時に「優しかった」らしいが、珠翠本人は忘れている。
瑠花の死後、新たな大巫女となり、残された暗殺傀儡たちに「槐の守り手」という大巫女の守護者に本来与えられる名前を与えた。短編「冬の華」では楸瑛と結婚したと思しい。
香鈴（こうりん）
声：仙台エリ / 釘宮理恵
秀麗が後宮に入ったときに仕えた女官。上治1年で12歳。絹のような黒髪、長い睫毛、黒目がちの双眸、白くてほっそりとした手、華奢な体と、生粋の姫君のような容姿だが、元は庶民。
茶鴛洵の養女。王位争いの際、茶家別邸の門前で行き倒れていたところを拾われた。鴛洵の下で後宮に勤められるほどの教育を受けており、茗茜子の詩も暗誦できる。後宮入りした後も文を交わし、心から慕っていた。秀麗に好意を抱いていたが、鴛洵の野望を知って独断で秀麗に毒を盛る。陰謀が崩れた後は、茶州に送られ、縹英姫付きとなる。その後立ち直り、罪の償いとして茶州州牧となった秀麗に尽くす。見かけによらず、いざとなると敵に捕らわれても上手く立ち回る度胸の持ち主。
影月と相思相愛になり、秀麗が貴陽に帰ってからも茶州の影月の元に残った。ただし影月の前では非常な意地っ張りでもあり、なかなか彼への想いを素直に認めようとしない。
作者曰く「鴛洵といい、影月といい香鈴には彩雲国一いい男を見る目がある」らしい。また罪によって茶州に送られた際にも、英姫から開口一番「鴛洵を選ぶとはあっぱれ」と言われている。短編「冬の華」では影月と結婚したらしい他、筆頭女官になっている。
藍 十三
詳細は藍 十三の項目を参照。
紅 玉環
詳細は紅 玉環の項目を参照。

#### 風の狼
旺 栗花落（おう つゆり）
鬼姫（きひめ）とも。旺季の姉で、先代黒狼。紫戩華が生涯唯一愛した女性と言われている。最も平和を好む女性だったが、最も人を殺した女性でもあった。薔薇姫の暗殺に失敗し縹家に殺された。戩華とは幼馴染。厳しく、優しい人。自らを人質に紅家の保証を願った邵可を風の狼に引き入れ、暗号名として魁斗（かいと）と名付けた。邵可が尊敬する人。本名は短編「花のあと」にて判明した。
紅 邵可
詳細は紅 邵可の項目を参照。
北斗
詳細は茶州の禿鷹の項目を参照。
縹 珠翠
詳細は縹 珠翠の項目を参照。

#### その他
鳳 叔牙（ほう しゅくが）
冗官仲間の1人だった。下級貴族。耳環を沢山付けるなど軽薄そうな外見に反し、恩義に厚い。榛蘇芳とは親友で、地方監察に出た蘇芳と秀麗の傍についた燕青の繋ぎ役をしている。秀麗の胸の小ささを気にかけ、手製の桃色草子を贈った。
実家は食料が裕福らしく、国の義倉に倣い、冗官仲間たちと協力して、実家の領地の食料を貴陽へ集めて蝗害からの飢饉に備えようとしたり、終盤で秀麗が紅州から貴陽へさらわれた際に、仲間たちを集めて燕青と連絡を取りながらその居場所を探るなど、中央に残った冗官仲間のまとめ役を担う。
冗官たち（じょうかん-）
冗官室でふらふら遊んでいた貴族たち。秀麗の説得で全員各部署に配属された。現在も昼休みは冗官室で過ごすものも多く、お悩み相談や情報交換の場になっている。
「王が秀麗に退官および婚姻を申し込んだ」という噂が広まった際には、「秀麗をいいように利用している」と反発し、「官吏としての秀麗を守ろう」と下級貴族を中心にまとまり始め、旺季と劉輝の和解後に、「秀麗を退官させるな」という内容の陳情書を度々尚書令室へ投げ込んでいる様子。

### 貴陽の人々
胡蝶（こちょう）
声：山像かおり
花街一の妓楼「姮娥楼」一の名妓で、延いては貴陽でも一、二を争う絶世の美姫。妖艶さ極まる蘭花の如き美女であり、彼女の微笑みのためだけに財産を投げ打つ者も多い。紅を引かずとも赤い唇、豊かな胸、細い腰、白い脚線美の持ち主。劉輝は珠翠と張り合える美人と評した。秀麗とは10年以上の付き合いで、母親兼姉的存在である。
幼い頃、母親に春を売らされていた所を晏樹の気まぐれで拾われ姮娥楼に引き取られた。晏樹に恋情を持っており、秀麗の話を流していたが、『黒蝶』にて自分は用済みになったと悟る。『紫闇』では彼の火計に勘付いて阻止した。
楸瑛は仕事がてらよく通っていて、彼女の座敷を途中で抜け出した唯一の客でもある。碧歌梨と古なじみ。歌梨ほどではないが胡蝶も相当な目利き。しかし、歌梨とは長い付き合いだが、彼女が「碧幽谷」だとは知らなかった。
実は貴陽の下町を牛耳る組連の親分衆の一人。主に妓楼に関する権限を握っており、胡蝶が一言いうだけで親分衆すら妓楼遊びができなくなるため、組連での発言権は大きい。賭博も強い。
大旦那（おおだんな）
声：稲葉実
姮娥楼の大旦那で、本名未詳。美術品・骨董品集めが好きで、何日か一人で楽しんだ後は姮娥楼に飾る。その趣味の良さが姮娥楼が長年貴陽一の妓楼と讃えられる所以でもある。中でも一階の中央は名誉ある場所で、趣味人達にも注目される。
葉 棕庚（よう しゅこう）
声：田原アルノ/藤本譲、黄葉：河本邦弘
下町の医者。霄大師と親しい。実は伝説の医仙で、華娜を弟子にした。秀麗のかかりつけの医師（主治医）である。「茶州の禿鷹」が貴陽に来た夏、猛暑で倒れた曜春を診た。
茶州の奇病事件の際、医仙であることが判明。医師団の長となり、王宮の若い医師たちに人体切開を教えた。秀麗の体の秘密を知っている。実は彩八仙の1人、黄葉。
榛 淵西（しん えんさい）
声：松山鷹志
元翰林院図画局の官吏。榛蘇芳の父。短いくるんとした髭が自慢。位の高い人から蘇芳と秀麗の結婚と引き換えに金と爵位をやると言われ、それに目が眩んで蘇芳に「秀麗に求婚してこい」と命令した。蘇芳に金で官位を買ってやっていた。
別れた妻に見直してもらいたいが為に、金や出世を望み、まんまと騙される。贋作・贋金の事件に知らぬ間に利用されて、最後はトカゲの尻尾切りにされた。気が弱く、小さな悪事は「まあいいか」で行っていたが、牢獄に入れられてもなお息子は関係ないと訴え続ける息子思いの人。事件後、牢獄で口封じに毒殺されかけ命拾いするが、そうと知った蘇芳がすぐさま葵皇毅にかけあい、父の身の安全を願ったため、結果的に蘇芳（と秀麗）の弱味となる。
別れた妻を一途に想い続け、賃仕事をしていて路頭に迷っていた元妻を見かけて宥めて連れ帰った。後に蘇芳が旅に出た時には同行した。田舎で畑仕事をするつもりらしい。
王 慶張（おう けいちょう）
声：杉山紀彰
全商連認定酒問屋の三男。幼馴染の秀麗からは幼名の「三太」で呼ばれている。元々は典型的な金持ちのボンボンで、恋敵の静蘭を見返すために、青巾党の子分になったことがある。だが秀麗が官吏になってから家業を学ぶようになり、縁談がひきもきらないという一人前のまっとうな男に成長。叔父が贋作・贋金の被害にあった。秀麗が冗官降格して謹慎となったとき、秀麗に求婚。その後、秀麗と影月が設立した茶州の研究機関に行っている。
短編「深き眠りの水底で」によると、王位争いの際は貴陽から疎開していたために生き延びる。同年代の友人たちは秀麗以外、全員亡くなるか行方不明になったため、秀麗の幼少期の友人で存命なのは彼1人である。

## 藍州組

### 藍州州官
姜 文仲（きょう ぶんちゅう）
声：上田陽司
藍州州牧。『白虹』時点で40代半ば。地顔は厄病神のように陰鬱。言動こそ無愛想だが、黎深の姪が来ると聞いて心待ちにしたり、悠舜の今後を案じたりと同期思い。劉輝に対しては中立、静観の立場を取る。しばしば名言を残すが、生ものだからと記録されるのは嫌がる。
悪夢の国試組の1人だが、それより前から白州の小役人だった。20歳の時、管飛翔と出会ってから、彼が濡れ衣を被る度に弁護に回り、管家のやくざ達には恩に着られている。
『白虹』の後、藍州で水害、塩害が多発するも、どうにか中央の手を借りないで対応していた。『紫闇』にて劉輝が紅州に落ち延びた後、藍州を旺季派のものにしたい州官、太守らに幽閉されるが、蘇芳らに救出される。その後は中央に呼び戻された。
藍州州尹（らんしゅうしゅういん）
声：川原慶久
本名未詳。上治1年には39歳。おっとりとした性格。文仲をずれた形ながら慕い、いずれ「姜州牧名言集」を出す野望を持っている。州牧としての器はないと自覚しており、信用と権限も文仲が8割、自身は2割で分担している。無派閥で、国試派、貴族派を問わず平等に意見を聞く。

### 藍家の人間
藍 雪那（らん せつな）
声：宮本充
藍家直系五人兄弟の長男で、三つ子の弟2人と共に藍家当主を務める。次男と三男は正式な名を持たない。ごく親しいものには、上から「雪」「月」「花」の愛称で呼ばれる。掌編「藍の月」によると、「月」は「隠れ龍」で、龍蓮と並び「双龍」に数えられる。
資蔭制で朝廷に入り、それぞれ10代の内に実力で要職に就いていたが、当主就任と同時に藍姓の官吏を一斉退官させた。当主拝命の際、三つ子は不吉とされているため、当主となる「雪那」以外の2人は殺されることが決まっていた経緯から、他の誰にも誰が「雪那」なのか悟られないように暮らしている。他人に見分けられた時点で「雪那」以外の2人は殺される。妻は玉華。甘い卵焼きは好きではない。幼い頃、家庭教師として来ていた邵可に懐き、最後には帰るのをあの手この手で妨害しようとした。今でも折々に便りを交わす。黎深とは同い年だが、邵可の取り合いで仲は険悪。靴が嫌いで裸足で過ごす事が多い。三つ子なりに弟たちを愛しており、当主になったのも、藍家の切り札でもある龍連が政治的に縛られることを防ぐため。
『緑風』で楸瑛を朝廷から藍本家に帰らせようと計画するも、『白虹』にて彼との三つ子を見分けるという賭けに負け、彼の願いの一環で勘当した。
藍 楸瑛
詳細は藍 楸瑛の項目を参照。
藍 龍蓮（らん りゅうれん）
声：木内秀信
藍家直系五人兄弟の末男。上治1年には16歳。楸瑛を「愚兄其の四」と呼ぶ。紅黎深と同じく「天つ才」を持つ人物。兄達に似た造作で、長い睫毛を持つ。楸瑛より華奢なぶん「綺麗」といわれる美青年だが、奇抜でど派手な格好で分からなくしている。
雪那達と国試に3位以上で合格することを約束し、天才は何もしないでも何でもできるから天才なのだ、という言葉を実証するかのように、寝てばかりいても榜眼（第2位）で及第した。仕官までは条件に入っていなかったので進士式をすっぽかし、流浪の生活に戻る。
風流と美を愛し、武術にも長ける。しかしその美的感覚は常人とはかなり離れていて、自分を否定しないからと自然を愛しており、荒屋を風流と感じている。
普段は札勝負をしながら旅をしている。勝ったら必ず吹いていく「慰めの笛」故に、「龍笛賭博師」と呼ばれる知る人ぞ知る名賭博師でもある。
事あるごとに吹く横笛の音は、聞いた者がノイローゼになるほど酷いものであり、国試の際にも甚大な被害をもたらしたが、自身ではそれを風雅であると信じきっている。宝鏡山の御神体が壊れた際には、鎮めの効果を発揮していた。縦笛をはじめ、他の楽器は完璧にこなす。
国試の同期となった秀麗、影月、珀明の3人は、龍蓮にとっては生まれて初めて出来た友人。試験中、龍蓮が嵐のように周囲に被害をもたらす中、この3人だけは彼に対して一定の耐性を持って接することが出来たため、晴れてその世話を押し付けられる羽目となった。秀麗を「心の友・其の一」、影月を「心の友・其の二」、珀明を「心の友・其の三」と呼ぶ。茶州にいる頃は、克洵夫妻の家に厄介になっていた。龍蓮の笛を心から喜んでくれるので、克洵を「親しき友其の一」と呼ぼうか検討している。ちなみに州牧邸周辺では龍蓮の笛は怪奇音扱いされていた。
龍蓮は元々の名でなく、4歳の時にその天つ才を認められて襲名した。「藍龍蓮」とは藍家の象徴であり、最後の切り札。過去、その名を承継したほとんどの者が当主になっているが、彼は当主になる気はない。「藍龍蓮」の元には藍家当主と同等の情報が届けられるようになっている。藍龍蓮とは、膨大な情報量に耐え得る頭脳を持ち、唯一生きて藍仙を宿せる器のことである。『紫闇』にて藍仙を追い出して、司馬家を動かし、五丞原に駆け付ける、短編「冬の華」でも健在な様子。
藍 十三（らん じゅうさん）
声：豊口めぐみ
藍家直系五人兄弟の異母妹。上治1年で15歳。3歳で実母を亡くした後、武勇で鳴らす藍門筆頭の司馬家で育った闊達な姫君。三つ子の兄のうち、月だけ見分けられる。楸瑛とは仲がいい。月の提案で、「妃は一人」と公言した劉輝の元へ送り込まれる。
司馬迅とはかつて恋仲だった。しかし司馬迅のことで雪那らとした約束を守るべく、自分の意思で後宮にやって来たため、劉輝の妃となることに抵抗はしていない。秀麗とは性格も容姿も（バストを除いて）よく似た雰囲気で、楸瑛や静蘭を驚かせたほど。秀麗に似せるため饅頭作りなども練習させられていた。
武芸を嗜んでいて馬術は男顔負け、大の馬好き。愛馬の「夕影」は、元は迅のもので、十三姫にはやや大きい。会話でも何かと馬に例える。司馬迅には「螢」と呼ばれる。楸瑛が劉輝の元を辞して藍州へ帰った際、彼を連れ戻すため劉輝に同道を求められる。貴陽に戻った後、珠翠による指名で後宮の筆頭女官となる。劉輝は秀麗との賭けに負けた場合に彼女を妃とすることを秀麗に対して宣言している。
短編「冬の華」では兵部尚書となっている。名の由来は、清代の武侠小説に出てくる剣術使いの美少女、十三妹か。
玉華（ぎょくか）
声：足立友
雪那の1人、雪の妻。顔は平凡らしく、鼻が低くてそばかすがある。もともとは前藍家頭首の妾になるところを雪に求愛され結婚。心から雪を愛していて、三つ子の弟2人に「時が止まったように仲がいい」と言われている。見分けが付かない三つ子の雪を一度も間違えることがなかった（他の2人については雪でないと分かる程度）。楸瑛の初恋の相手。雪には「玉子焼きみたいに平凡な女」、楸瑛には「お日様の色をしたふわふわの玉子焼き」と表現される。しとやかだがお転婆なところがあり、おしゃべりではないが無口でもない、合理的かつ行動的な女性。甘い玉子焼きを作るため雪那たちに抗議されているが、彼ら三つ子の誕生日にだけは甘くない玉子焼きを作る。
前藍家頭首
未登場。雪那たち、楸瑛、龍蓮、十三姫等の父。正妻は楸瑛の母であるが、その外にも多くの妻妾と子を持つ。その中には政略結婚も含まれるが、女性から愛される天賦の才があり、楸瑛曰く多くの女性を同時に愛せる博愛主義者でもある。

### 四門家
司馬 龍（しば りゅう）
迅の祖父で元司馬家総領（頭首）。迅と十三姫の育ての親。宋隼凱と並び称された一騎当千、知勇兼備の名将。殺刃賊の討伐に赴いたことがある。宝剣干将・莫耶を両方扱えた数少ない人物の一人。劉輝と旺季の会談が行われた五丞原に集結した藍州の軍勢に参加し、迅を怯えさせた。
司馬 勇（しば ゆう）
迅の父で故人。司馬家の前総領。十三姫の母とは幼馴染で従兄妹に当たる（つまり十三姫と迅は再従兄妹）。その十三姫の母を愛するが故に殺める。その後、成長した十三姫を強姦しようとして、迅に殺される。
司馬 迅（しば じん）
声：小野坂昌也
楸瑛の親友で、十三姫の婚約者だった人物。上治1年で23歳。縹家の人間を母に持ち、浅黒い肌、彫りの深い顔立ち、物憂げな目付きなど、司馬家らしくない容姿。隻眼で、額に死刑囚を表す刺青がある。
嫡子であったが、11歳の時、片目を潰して廃嫡され、龍のもとで十三姫とともに育つ。自分の名前を気に入っていない十三姫に、螢という名を付けた。公的には、21歳の時、父の勇を殺して十悪を犯し、死刑に処されたことになっている。死刑宣告を受けた後、旺季に勧誘され、「牢の中の幽霊」の1人となった。その時に司馬迅の名を捨て、以後は隼（しゅん）と名乗っている。地方官吏殺害事件の兇手の頭領。
十三姫（と秀麗）を殺そうとしたが楸瑛に阻まれる。邵可曰く、元婚約者を殺すことに迷いを覚えていたため、楸瑛が来るよう仕向けたらしい。秀麗たちが駆けつけたのと秀麗の声で珠翠の暗示が解けたことにより珠翠を連れて逃亡。ついでに黒狼が誰か探り仲間にするよう命じられていたが、断念する。その後も珠翠と宝鏡山まで行動を共にする。
実は監察御史の上位にあたる侍御史。旺季に忠誠を誓う反面、彼を止めて欲しいという気持ちもあるらしく、秀麗に情報をもらしたり、助けたりするのもそのためである。
『紫闇』で、「（楸瑛か迅のどちらかが）一騎討ちで白雷炎に勝利し、青紅剣をもぎとってこられたら司馬家への帰還を認める」ということが一族会議で決定し、楸瑛とともに挑んでいるものの、ことごとく完敗している。『青嵐』にて孟侍郎を暗殺し、『紫闇』でその後任になった。短編「冬の華」では刑部尚書となっている。

## 紅州組

### 紅州州官
劉 志美（りゅう しび）
紅州州牧。元下っ端兵士で旺季のもとで従軍し、戩華率いる軍と戦ったことがある。結果は負け戦だった。その時の精神的な傷から逃げる為に麻薬を服用していた。自殺した友人「劉 子美」の名を借り、悪夢の国試組に潜り込んだことがある。
時々オネエ言葉をつかう。美容に気をつけている。煙草と柚子茶が好き。
蝗害対策で、食糧を禁輸にして井戸底に封じ、江青寺からの強奪を計画するなど、罷免覚悟で紅州を守ろうとする。『紫闇』で中央に呼び戻されるが、短編「冬の華」では地方に居る。
荀彧（じゅんいく）
紅州州尹。劉 志美と同年代。志美いわく粗大ゴミ系オッサンではなく、結構イイ線いっているのが気にくわないらしい。
旺季側の人間であり、経済封鎖のときの大量密輸を見逃すなどの行為を行ったが、戦争に繋がる可能性のある鉄炭と技術者の移送に関する書類に判を押すことは出来なかった。口封じのために暗殺されかけたが、志美にかばわれ、命をとりとめた。上治15年には紅州州牧となっている。短編「冬の華」でも地方に居る。
父・筍馨はかつて旺一族が紫戩華から命懸けで守った名軍師であり、旺季の後見人でもあった。名の由来は荀彧か。

### 紅家の人間
紅 邵可
詳細は紅 邵可の項目を参照。
紅 黎深
詳細は紅 黎深の項目を参照。
紅 玖琅（こう くろう）
声：置鮎龍太郎
邵可と黎深の弟で、紅家当主名代。上治1年で27歳。髭を生やしている。10代の頃は涼やかな目元をしていた。おさえた色味の紅を纏うなど、紅家を誇りにしている。帰省しない黎深に代わって、紅州の紅本家で紅一族を取り纏めている。
基本的に無表情だが、身内や民と認めた相手にはお人好し。秀麗への嫌がらせに切れて貴陽の機能半分を停止に追い込んだり、民を思って黎深に苦言を呈してはうざがられている。邵可のことを嫌っている素振りを見せているが、本心では兄二人とも慕っている。邵可一家が紅本家に居ては潰れると思って追い出したが、邵可がある時期以外、紅家別邸に近寄らないことを内心寂しく思っている。黎深に対しては困った人だが能力は高いと認め、居なくならない様にと無理矢理当主に就かせた。兄たちが兄たちなので、何でも器用にできるようになった。自分を育てた譲葉（百合）には強く出られない。血縁ではない絳攸も、始めから紅一族の人間と認め、絳攸からも慕われている。絳攸を秀麗と結婚させて、紅家を継がせようとしている。
妻の九華との間に2児、伯邑（はくゆう）と世羅（せら）が居る。息子の伯邑を最初から絳攸の補佐として教育している。
紅 薔君（こう しょうくん）
声：園崎未恵
故人。秀麗の母。邵可は弟たちにも彼女の素性を隠し通した。薔薇姫とも呼ばれる。邵可だけが呼ぶことを許された特別な名前もある。
実は彩八仙の1人、紅仙で、雷と癒しの力を操り、雨師、風伯を従える。八仙は基本的に死体に宿るが、縹家の暗殺傀儡を主とする生体に宿っていたのは「奇跡の子」と璃桜によるもの。ぬばたまの髪と雷光のような眼差しを持つかなりの美女で、葉棕庚（黄仙）に言わせると短気で誇り高い。節度なく自儘に生き、人間とはずっと冷淡な距離をあけてきたが、本編の100年以上前、縹家に捕獲される。それ以後、力を奪われて異能を持つ子供を生まされていた。
黒狼として薔薇姫を暗殺しに来た邵可に一目惚れされ、縹家から解放される。邵可の求婚を長年断り続けたが、最終的には受け入れた。邵可と出会った時には、依代の使用期限が切れていてほぼ死体になっており、子を持てないと見られていたが、奇跡的に秀麗が生まれた。幼い頃病弱だった秀麗のために効き目抜群の薬湯を作っていたが、爆発したり一騒動になるため静蘭に怒られていた。
秀麗が10歳になるより前、病気で弱っていた彼女の中に移り、その寿命を引き延ばした。秀麗の目には薔薇姫が自分の病気を引き受けて死んだ様に見え、自分が母の命を吸い取ったとの自責の念に長く囚われていた。『はじまり』の半月前、幽霊として絳攸と楸瑛に会っている。
彩雲国には「薔薇姫」という御伽噺が存在する。どんな怪我や病をも治すという不思議な力を持つ永遠の美姫・薔薇姫は強欲な主に監禁されていたが、数多の罠を潜り抜け、自分のもとへと辿り着いた男に一目惚れされ連れ去られる。二人はやがて愛し合い子を授かるが、その子は病に冒されていた。その頃には異能を失っていた薔薇姫だったが、自らの命と引き換えにその子を救うことができた。薔薇姫は「二度と誰にも囚われないように棘をはやす。私を愛し私に愛された貴方だけがその棘を抜けるように」と言って、薔薇に戻ってしまう。薔薇姫の愛の証に、薔薇には棘がある、という粗筋。実は予言を元に作られた実話。
璃桜から「私の薔薇姫は月さえかすむほど美しかった。縹家の血を引く英姫や春姫といえども、あの美しさには足元にも及ばない。」と評されている。霄太師は「彼女に惚れるような悪趣味な人間がこの世に二人（璃桜と邵可）もいるとは思わなかった」らしい。酒には相当強い。
紅 秀麗
詳細は紅秀麗の項目を参照。
百合（ゆり）
黎深の妻で、絳攸の母。当主の仕事をしない夫に代わり、あちこち飛び回って仕事しており、半年以上夫と息子に会わないこともしばしば。黎深を知る者からは、黎深の妻になれるのは百合だけと思われている。黎深と遠慮なく物を言い合いつつ、彼を甘やかせる希少な人材。悠舜の言葉から、結婚直後は3日おきに夫婦でおしるこを食べるよう黎深から強要されたりもした。
紅家の三兄弟が子供の頃、紅玉環に連れられてきた。実は玉環と紫戩華の父の娘で、戩華の異母妹。玉環の策により男装した姿（譲葉）と本来の姿（百合）を使い分け、譲葉の時は黎深の補佐として、百合の時は邵可の婚約者として振舞っていた。母譲りの琵琶の技量は、ある事情から「姮娥楼」で仕事をしていた際に「傾国の琵琶姫」とまで評されたほど。黎深の護衛役も兼ねた「譲葉」であるために護身術を叩き込まれている。母を殺害しながらも自分に優しすぎる邵可へどう接したらよいのかわからず、婚約解消後から黎深との結婚まで邵可を避けていた。
『はじまり』の12年前、紅家を出る前の最後の仕事として「姮娥楼」で働きながら嫁探しをしていた。そのとき、美貌のせいで周囲に疎まれ傷ついていた黄鳳珠（後の奇人）に動じず（「黎深の性格以上に倒れたくなるものはない」から）、にこやかに会話をしたため惚れられる。百合本人もまた当時の鳳珠を「好青年」「邵可以外で初めてときめいた」と高評価していたものの、その後黎深が勝手に彼女の名を騙って断りの文を送りつけている。当時の本人曰く「黎深と真剣に接してこなかった」らしく、彼の人間としての軌道修正を諦めていた。そのためどんな黎深でも許容し受け入れられる存在であり、婚姻も彼に押し切られる形で成立した。
邵可からは玖琅と絳攸を見事に育て上げたことで一目置かれている。但し絳攸の方向音痴は、百合が黎深から逃げられない様に植え付けたもの。被害の大きさに百合も反省したが、後の祭りだった。
紅家の経済封鎖の時に後宮の一角へ軟禁されるが、経済封鎖が解除された後も解放されず、筆頭女官の十三姫とともに後宮に留まり続けていた。また、後宮にいながら外朝の状況をきっちり把握しており、凌晏樹が貴陽の焼き討ちを計画していると察して十三姫と共に貴陽の紅藍両家を動かし、未遂で終わらせようとしていた。
劉輝、静蘭、秀麗の叔母。紫家の髪質を継いだ癖のある黒髪を気にしている。『紫闇』では妊娠を匂わせている発言をしている。
李 絳攸
詳細は李 絳攸の項目を参照。
紅 玉環（こう ぎょくかん）
邵可たちの大叔母。劉輝の二代前の王（祖父）の愛妾。紅家の影の女当主。邵可らの父の後見を務めていたが、彼本人の器量は見限っていた。頭の良い野心家。藍家・碧家をも凌ぐ琵琶の腕から、琵琶姫と呼ばれた。後宮では百合姫と呼ばれており、娘に自分の名前を継がせる。後宮で権謀術数を学んだため、政治家としては優秀。本編の30年以上前、百合姫を身篭った際、紅家に戻った。邵可を紅家当主にさせようとしていたが、約30年前、弟達をお家取り潰しから守ろうとした邵可に毒殺される。戩華曰く百合姫を戩華の後釜にさせようとしており、宮城内の見取り図や隠し通路の数々を百合姫に叩き込んでいた。
若い頃は射干玉の髪で名高かった。絶世の妖姫と謳われ、先々代の王を絹紐で絞殺し逃げのびたという噂がある。名の由来は楊玉環から。

## 黄州組

### 黄家の人間
黄家当主（こうけとうしゅ）
未登場。古傷の多い風貌で鋭い目をしているが、笑うと華やいだ雰囲気になる。子供時代は武器商人、情報屋として各地を渡り歩き、貴陽完全攻囲戦にも加わった。兄弟で戦景気に乗っかり、今の黄家の財産を築き上げた。家産を大幅に減らした前頭首を毒殺し、当主を継いだ噂もある。奇人では抑えられないとされていたが、絳攸が悠舜と閭官吏から多少援護射撃を受けつつ攻略した。
黄 奇人
詳細は黄 奇人の項目を参照。

### その他の人々
景 柚梨
詳細は景 柚梨の項目を参照。

## 碧州組

### 碧州州官
慧茄（けいな）
碧州州牧。孫陵王や旺季と同世代。文官らしい風貌に、戦や地震での古傷が刻まれている。被災地を周って指示を出していたところ、母子を助けて崖下に落下、崩落した瓦礫の下敷きになり半月以上消息不明になった。
「凶運のケイナ」と呼ばれており、「全てが終わった後、ひょっこり現れて袋叩きに遭う」のがお約束らしい。7回ほど葬式を挙げられている。あるときは、骨を拾っているときにひょっこり出てきた。
『紫闇』にて無事が確認され、中央に呼び戻された。『骸骨を乞う』では宰相になった景柚梨の補佐を務めるも地方巡察に飛び回るので「空飛ぶ副宰相」の異名で呼ばれる。一匹狼で派閥は作らず、王にも辛辣な態度を取り続けている。短編「冬の華」では死去している。

### 碧家の人間
碧 歌梨（へき かりん）
声：沢海陽子
珀明の姉。「碧宝（碧家の至宝）」とまで言われる、千年に一度の天才画家。雅号は碧 幽谷（へき ゆうこく）。男名の雅号を拒んだために碧家から監禁されたのが引き金となり、才能が一気に目覚める。またその為に極度の男嫌いになる。女の子が好きで、妓楼を仕事場兼宿屋代わりにして通っている。姮娥楼にもたまに滞在する。愛せる男は夫と息子のみ。高飛車でわがままだが、息子の万里が贋作・贋金の真犯人だと分かると、万里の身代わりに刑罰を受けようとする母親らしい人でもある。基本的に男性の肖像画は描かないが、劉輝のように「描いてもいいかな」と思う例外はいる。
20代半ばの外見で、巻きが強く波打つ髪を高い位置でひとつに束ね、卵形の輪郭、細眉、勝ち気そうな目、膨らんだ赤い唇、柳のような腰を持つ。
今まで当主は男性が務めることが常識であったが、秀麗という女性官吏が朝廷に誕生したことから当主候補選びの視野が広まり、碧家当主候補となっている。
劉輝に翰林院図画局の長官に請われるが、女性官吏がいないため断った。珀明によると可愛過ぎない、美人過ぎない、胸が大き過ぎないという理由で秀麗が好みらしい。胡蝶とは古なじみ。目利きであるため、万里を探す間に貴陽の画店の絵の真贋鑑定をしていた。観相や骨相も出来る。実際に、骨格から劉輝が名乗っていないのに王と見抜く。
新貨幣意匠を製作。その後、破壊された宝鏡山の新しいご神体の鏡を製作。宝鏡を製作中、朔洵の「抜け殻」に襲撃されるが、碧仙の助けにより危機を脱し、見事宝鏡を完成させた。
碧 珀明
詳細は碧 珀明の項目を参照。
欧陽 純（おうよう じゅん）
声：野島裕史
歌梨の夫、万里の父、欧陽玉の従兄。30を過ぎたほどの外見。優しいが、判断は素早い。独身時代に歌梨が碧家に監禁された際、ただ一人彼女の元に駆けつけて助けようと奔走した。歌梨に頭が上がらない。
かつて幽閉された歌梨を救うため、碧仙に「歌」を永遠に捧げた。今でも祝ぎ歌を歌えはするが、技量は「碧宝」級から大きく下がっている。絵は下手で、歌梨から似顔絵を描くことを禁じられている。「抜け殻」に襲撃された歌梨をかばって重傷を負い、碧仙の器とされた。
碧 万里（へき ばんり）
声：洞内愛
歌梨と純の息子。5歳にして絵画・彫刻に優れた才を現す。榛淵西邸へ誘拐され、贋作及び、贋金の極印、鳳麟印を製作させられていた。本人は何を作っているか知らなかった。才を認められ、歌梨からは雅号・碧 幽山（へき ゆうざん）を与えられるが、彼自身は「碧歌梨」の雅号を希望している。一番嫌なことは歌梨に捨てられること。

### 四門家
欧陽 玉
詳細は欧陽　玉の項目を参照。
欧陽 純
詳細は欧陽　純の項目を参照。

## 黒州組

### 黒州州官
櫂 瑜
詳細は櫂 瑜の項目を参照。
来 俊臣
詳細は来 俊臣の項目を参照。

### 黒家の人間
黒 燿世
詳細は黒 燿世の項目を参照。

### その他の人々
杜 影月
詳細は杜 影月の項目を参照。
華 眞（か しん）
声：遊佐浩二
杜影月の養父で、医術の師。各地を放浪する医者で、一時期は水鏡道寺の堂主だった。『欠けゆく』で40代半ばと書かれる一方、『光降る』では40歳ほどの外見とされる。
華 娜の末裔。医仙の寵児と呼ばれる名医、10代にして華家に伝わる医術のことごとくを習得した神童として知られるが、王家や大貴族のお抱えになるのを避けて放浪していた。黒狼としての邵可と戦場で出会ったことがある。影月を越えるお人よしで騙されることが多い。人間の醜さを十分知りながらもなお人間を愛する人物。『はじまり』の2年前、奇病で死亡したが、影月に頼まれた白仙が生かしていた。今度こそ生涯を終える前に、自分が著した医学書を櫂瑜に託した。

## 白州組

### 白州州官
姜 文仲
詳細は姜 文仲の項目を参照。

### 白家の人間
白 雷炎
詳細は白 雷炎の項目を参照。

### その他の人々
管 飛翔
詳細は管 飛翔の項目を参照。

## 茶州組

### 茶州州官
浪 燕青（ろう えんせい）
声：伊藤健太郎 / 藤原啓治
元茶州州牧。上治1年で25歳。17歳から26歳まで9年間、これまでにないほど良く茶州を治めるが、実は国試はおろか準試すら受けずして州牧となった例外的な存在。性格は大雑把。優しいが厳しい。いつもは無精髭を生やした怪しい容貌の人物だが、剃れば好青年。目は黒い。左頬に十字傷があり、長い方は殺刃賊の晁蓋に、短い方は静蘭によって付けられた。静蘭の殺刃賊時代を知る人物で、彼からは乱暴な態度を取られている一方、頼りにされている。
茶州の商家、浪家の三男。父に季札、兄に伯夷、叔斉、姉に娥皇、女英、生まれたばかりの弟が1人居た。全部で7人兄弟の為、もう1人姉妹が居ると思しい。5歳の時、自宅に押し入った殺刃賊に両親と兄弟姉妹を惨殺された。武術の腕は静蘭よりも上で、棍を武器にしているが、彼が最も得意とするのは素手での格闘。剣は全くの下手だと言っているが、本当は剣で人を斬ることだけに長けており、剣を握ると手加減できない自分を制御するため。昔は「小棍王」と呼ばれていた。
鴛洵の反逆の後、彼の遺志を叶えるため単身で貴陽に上り、秀麗と出会う。戸部の人手不足が悪化した際は、施政官に臨時に任命された。本来の用事は、茶家に先手を打って、州牧の佩玉と印璽を劉輝に返却することだった。1ヶ月ほど州府を空けていた為、茶家の手回しで州牧を解任される。茶州に帰った後、準試を受けて下から2番目で及第する。劉輝へ現況報告をしに貴陽を再訪し、州尹（州牧補佐）に任命される。
茶州の邪仙教事件後、秀麗に人生を賭けてもいいと思い、国試を受けるために勉強中。州尹は辞して、秀麗を助ける必要のため制試を受ける事を口実に貴陽に来ている。その後、皇毅から御史台入りを薦められ一度断るも、結局蘇芳が御史に昇格したため空白となっていた秀麗の御史裏行の後釜を命じられる。密かに女性としての秀麗を好いており、悠舜と蘇芳にだけは気付かれている。師匠である南老師の借金を肩代わりさせられている。名の由来は浪子燕青。兄弟の中で唯一、親ではなく兄姉達が名前を決めた為、庶民的な由来。
杜 影月（と えいげつ）
声：浪川大輔 / 幼少：洞内愛
長い前髪、垂れ気味の目を持つ、黒州出身の少年。上治1年で11歳。13歳の時、史上最年少の状元となり、秀麗と共に茶州州牧に任命される。奇病事件での行動から茶州州尹に降格させられた。後任州牧の櫂瑜の元で研鑽を積んでいる。努力家でのんびり屋だが、意外に頑固。酒を飲むと陽月というもう1人の人格が現れるが、陽月が出る度に影月の寿命は磨り減っていく。秀麗に拾われる前に玖琅に助けられ、その恩として秀麗の情報を流していた。
4歳の時、王位争いの煽りを食って官吏に食糧を徴収され、一家で餓死寸前に陥る。兄が両親に末子である自分を殺せば口減らしと食糧調達で一石二鳥と入れ知恵をし、父に鉈で殺されかける。瀕死のところ華眞に拾われ看病を受けるも一度死亡するが、たまたま居合わせた陽月によって生かされる。そのまま西華村で成長するが、10歳の時、西華村は奇病で全滅する。
邪仙教の事件の時に再び死ぬが、このときも陽月に助けられた。その時陽月が眠りについたため、今後は酒を飲んでも陽月は出てこない。本当の名前は月（げつ）。影月は｢陽月の影で生きる｣という意味で、陽月がつけた名前。
碧珀明からは小動物と呼ばれる。藍龍蓮の「心の友・其の二」。香鈴とは相思相愛だが、香鈴が意地っ張りでなかなか自分に笑いかけてくれないことをひそかに気にしている。
蝗害の後、櫂瑜の許可を得て茶州の医師団を率い、自ら飛び出した。それを「夢見」で知っていた秀麗は、目覚めるなり助けに来た燕青と静蘭に合流させ、旺季が作った隠れ村の焼き討ちを防がせた。地方官を続けていたが、上治31年秋、中央へ呼び戻される。
陽月（ようげつ）
声：浪川大輔
影月とは正反対の性格で、目尻の吊り上がった猫目を持つ。喧嘩に強く、酒好き。気まぐれの割におせっかい。影月を3度助ける。香鈴には影月の秘密を喋る。実は彩八仙の1人、白夜。この世で2番目に嫌いなものは縹家、3番目に嫌いなものは人間。邪仙教事件の後、影月を生かすため、深い眠りについている。アニメでは龍連から「心の友其の2.5」と呼ばれている。
櫂 瑜（かい ゆ）
声：秋元羊介
現茶州州牧。前黒州州牧で、年老いてなお一線にいる名官吏。影月の国試においての後見。年は80を超え、朝廷三師より年上で現役最高齢。華眞の医学書を秀麗に渡す。羽 羽と友人。戩華の時代から華眞や紅邵可とも交流があり黒狼の正体を知る人物。名誉官位を辞退し続けている。
老いた現在も年寄り臭さが無く優雅であり、未だに若い女性達を本気でよろめかせてしまう伝説的色男。撫でつけられた銀髪、涼やかに切れ上がった目元、かすれて艶のある声の持ち主。捕虜となり拷問を受けた際、決してそれに屈しなかったばかりか、身なりに気を配っていた。あげく助けに来た鬼姫に「相変わらずあなたはお美しい」と虫の息で告げた過去を持つ。恋愛ごとに疎い秀麗ですら彼と初めて会ったときにはときめかせられていた。それでいて男達にも分け隔てなく優しく、紳士で、老若男女の尊敬を集めている。
『白銀』の頃に劉輝を訪ね、側近達が紅藍両家を優先していることを気にかける。『青嵐』にて制試の名目で燕青を貴陽に出す。『紫闇』にて劉輝と旺季の一騎討ちの後、茶州軍とともに先陣を切って駆けつける。影月には「血圧が上がるから絶対に来るな」と言われていたが無視した。上治6年の夏には死去している。
鄭 悠舜
詳細は鄭 悠舜の項目を参照。州牧就任までの騒動の頃、由准（ゆ じゅん）という官吏として、秀麗と影月の前に姿を現す。悠舜の命令で州府から金華郡府に派遣されたことにしていた。
茗 才（めい さい）
国試にも合格している茶州官。秀麗や影月は彼を慕い、頼りにしていたが、他の人には恐れられている謎の人物。州牧着任式の前に秀麗に萩の花を贈った。秀麗が貴陽に帰る時に引きこもっていた。実は監察御史で、茶州の監察にきていたのだが、燕青や悠舜にこき使われていた。そのため、燕青は制試のため、という名目で貴陽に来た時、葵皇毅に挨拶兼お礼兼謝罪をしにいく。朝賀には大体悠舜か茗才が出ていた。
丙太守（へいたいしゅ）
声：星野充昭
虎林郡の太守。冷静さを買われて太守になった。初老の皺を刻み始め、綺麗な髭を生やした風貌をしている。秀麗達の州牧着任式の際には、「置物」の扮装をして荷に紛れて琥璉入りした。紅秀麗と杜影月には魯尚書に似た印象を与えた。邪仙教事件の際には疫病治療のために太守の居城を提供した。その後は朱鸞に国試の勉強を教えたり、資金集めをしている。毎日青汁を飲んでいる。

### 全商連
柴 凜（さい りん）
声：佐々木瑶子
全商連茶州支部長。柴進の娘で、柴彰の双子の姉かつ上司。男装もしているが、弟と違い裸眼。州尹をしていた悠舜を慕い続け、何度も求婚してはふられ続けていた。実は惚れたのは悠舜が先で、州尹としての立場の危険さから断り続けていたが、茶家のことが片付き10年越しに結ばれた。
物づくりが好きで、足の悪い悠舜のためにいつもいろいろな物を考えては作っている。彼女にとって脚の障害は重荷ではなく、発想の源であり、そういうところに悠舜は救われていた。柴進に仕込まれた馬術はなかなかのもので、重石付きの羽林軍なら追いすがれる。
夫婦で黄奇人のもとへ結婚の挨拶に行った際は、悠舜への愛から奇人の素顔に動じない姿を見せた上、商売の種として雅洵作の仮面に興味を示した。
奇病事件のときには黔鉱石を発見し、医療用の小刀を改良した。『紅梅』で支部長の任期が切れた後は発明家になる。悠舜が尚書令に任じられると、ともに都へ上る。冗官になった秀麗にも色々と手を貸し、「カッコイイ女性」として大いに慕われている。
『青嵐』の時点で夫婦で話し合い、悠舜に何かあったときは、自分も一緒に死ぬと決めた。しかし『紫闇』でいざその時になると悠舜からは遠ざけられる。身重な時に限って音信不通になったこともあり、悠舜が北方行脚から戻った後、三行半を突き付けた。
上治15年には工部尚書となっている。
柴 彰（さい しょう）
声：千葉進歩
全商連茶州副支部長兼金華特区長。柴進の息子で、柴凜の双子の弟かつ部下。小ぶりの丸眼鏡を掛け、各地の民族衣装を組み合わせた格好をしている。人懐こい笑みを浮かべるが、どことなく胡散臭い。姉同様、馬術はなかなかのもので、重石付きの静蘭や燕青ならどうにか追いすがれる。
商人気質で、金が絡む仕事になると鬼になる。信念を貫くため暮らしに窮するほどの日々を送ってきた父を見て、父と同じ道を金銭の面から模索する道を選んで姉弟で全商連に入った。茶家の騒動で自分にはやはり官吏の血が流れていると自覚し、官吏になるために勉強中。『紅梅』で副支部長の任期が切れた。上治6年には官吏になっている。

### 茶家の人間
茶 鴛洵
詳細は茶 鴛洵の項目を参照。
茶 仲障（さ ちゅうしょう）
声：岩崎征実
茶鴛洵の弟。自身は傍系だが、妻に直系を迎えた。才ある兄に嫉妬の念を抱き、茶家の当主の証である指輪、茶州州牧印と佩玉、紅家の血筋を狙っていた。当主になるためなら実の息子や孫の克洵さえ捕らえる。当主就任式を前に、克洵を庇った息子に刺殺される。
縹 英姫（ひょう えいき）
声：堀越真己
茶鴛洵の妻。縹瑠花の後継として育てられていたが、鴛洵と駆け落ちした。鴛洵が生きている間は、茶家当主名代をこなしていたが、彼の死後、その務めを放棄して自ら囚われの身になる。鴛洵が自分より霄太師に執着していたため嫉妬していた。霄太師が鴛洵を殺したのも知っていた。昔鴛洵が花を摘んで彼女に届けたとき、「狐か狸が鴛洵に化けよったな！」と叩き出したことがある。
縹家の異能の継承は生娘だけが可能な為、春姫を縹家から護るために茶州当主に就いたばかりの克洵に、婚儀の前に初夜を迎えろと迫る。
英姫自身も異能の持ち主であり、未来を予知する力がある。別名「先見の巫女」。既婚者である事と加齢のため若い頃より力が衰えているが、それでも普通の縹家の術者では勝てないほど。秋祭りの事件後、春姫を守るために力を使い果たす。
最後は朔洵の『抜け殻』に殺された……と思われたが、実際は朔洵の魂魄が事前に警告していたことで、殺されたふりをして離魂し、瑠花・羽羽とともに結界の修復作業を行った。碧州と茶州の神域の修復のため、立香とともに人柱となった。
茶 春姫（さ しゅんき）
声：宍戸留美
茶鴛洵と縹英姫の孫娘。茶克洵の従妹で、後に結婚した。克洵の当主継承と共に、自らも当主名代となる。上治1年には15歳。英姫仕込みの才媛。整った目鼻立ちよりも、澄んだ水底の様な独特の印象が強い。縹家の血を引き声に関する異能の力「命声（声で人を操る能力）」があったため、利用されないように口を閉ざすよう、英姫と約束していた。口が利けないフリをしていたために茶家では無視される存在であると同時に、それ故動きやすい立場であった。祖父母以外に一族で唯一優しく接してくれた克洵と相思相愛になり、お家騒動で捕らわれた彼を助けるために異能を使う。長く筆談生活を送っていたために、「言葉の選び方」がよく分からず、かなり過激なことを言ってしまうこともある。匿われた時に山の中で自給自足をしていたので、家事は得意。異能のため巫女の候補として縹家から狙われたこともある。物静かだが芯がしっかりしている。
茶 草洵（さ そうじゅん）
声：諏訪部順一
仲障の孫で、朔洵、克洵の兄。大柄。顔は悪くないが、浮かべる表情で台無しになっている。仲障に当主になるように命令された。何でも暴力で解決する単細胞な性格。茶州に就任する秀麗一行の足止めをするが失敗し、瞑祥に殺される。
茶 朔洵（さ さくじゅん）
声：子安武人
仲障の孫で、草洵の弟かつ克洵の兄。上治1年には27歳。楸瑛と同じ位の背丈。髪は波打っているが、櫛が引っ掛かることはない。切れ長の猫目を持つ。指輪を嵌めている。かつて流罪になった清苑（静蘭）を拾い、殺刃賊に連れて行った。仲障の命令で秀麗と婚約するように言われる。殺刃賊に命令して琳家を全滅させ、琳家の子息（琳千夜）と偽って秀麗を金華まで送る。性格は正反対だが、劉輝にどこか似ている。毒を飲んで失踪。
極端に飽きっぽい性格で、その退屈を癒す為になら人の人生すらも玩具にする男だが、最後まで秀麗には飽きなかった。秀麗への愛を心の内に激しく燃え上がらせ、不器用に静かにぶつけ続けた。最後まで秀麗に自分の名前を呼んでもらえないことと甘露茶を淹れてもらえないことに執着していた（秀麗は以前「大切な人達のために甘露茶を淹れる」と発言）。
短編「深き眠りの水底で」にて人参が嫌いなのと勉強を教えることが得意ということが判明。
実は茶仲障と克洵たちの母との間に生まれた子で、凌晏樹の異母弟。晏樹に黒仙へ売り飛ばされており、前述の服毒後に黒仙が秀麗の命を使って動く死体にしていた。暫くは秀麗を助けるなど自由意志を持って行動していたが、肉体から魂を追い出される。「抜け殻」となった肉体は晏樹が遠隔操作して、碧州の神器を壊したり、瑠花、英姫、珠翠の命を狙ったりした。魂の方は彷徨っていたが、晏樹に先回りして英姫の死を偽装し、その後縹家に捕獲される。
茶 克洵（さ こくじゅん）
声：鳥海浩輔
仲障の末孫、鴛洵の大甥。作中で茶家当主、春姫の夫となる。上治1年には16歳。中肉中背で、顔にそばかすが少し浮いている他は、これといって特徴のない風貌。鴛洵によく似ている。名前の由来は「鴛洵に克つ者」。性格はやや気弱なところがあるが、人が良く真面目で悩むことが多い。子供の頃に春姫に一目惚れし、以来相思相愛。藍龍蓮の笛を褒め称え、彼の奇抜な服装に感動するなど、大物な面も持つ。龍蓮は彼に「親しき友其の一」の称号を与えるかどうか検討中。
当主襲名後最初の朝賀の時に、紫戩華ですらかなわなかった紅黎深と龍蓮の祝辞を受けたことで、紅藍両家の後ろ盾を得る。また、愚兄達に苦労させられる末弟同士ということで紅玖琅からも祝辞と励ましの言葉を受けた。奇病事件で朝廷から迅速に援助を受けたことにより、七家で初めて、紫劉輝に忠誠を誓った。
春姫の方が仕事を処理する能力が高いため、家の近くの洞窟の中で落ち込み涙するのが日課。それが噂を呼んで「恋人に捨てられた女がすすり泣く洞窟」として有名になってしまうなど、当主就任後も情けない面はあまり変わっていない。
後世、鴛洵の二つ名「菊花君子」を継ぐ名当主として歴史に名を残す。
香鈴
詳細は香鈴の項目を参照。

### 邪仙教
朱温（しゅおん）
声：樫井笙人
虎林郡の武官。賭博で金欠になっていたところ、邪仙教に誘われていた。丙太守が石榮村から病人を受け入れようとした時に、村ごと焼くべきと言い張って除名される。口煩く自分の意に従わないからと女性を一番に嫌っている。疫病の原因は紅秀麗と本気で信じており、二度殺そうとして浪燕青に返り討ちにされる。
千夜（せんや）
声：遊佐浩二
邪仙教の教祖。秀麗のせいで奇病にかかったと噂を流した張本人。その正体は漣が操る華眞の遺骸。秀麗を誘き出すために朔洵の使った偽名を使用した。

### 殺刃賊
晁蓋（ちょうがい）
故人。かつての殺刃賊の頭目。両目は酒で濁っている。燕青が幼い頃、一家を惨殺した張本人。その際の傷（十字傷のうち、横傷）が燕青の頬に残る。燕青に復讐され殺される。名の由来は晁蓋。
瞑祥（めいしょう）
声：永野広一
かつての殺刃賊の副頭目で、生き残り。現殺刃賊の頭目。40そこそこの小柄な男性。さりげなく鍛えており、外見だけで実年齢は窺えない。草洵に知恵を授ける。静蘭に異常な執着を持っているが、燕青のことは疎ましく思っていた。秀麗たちの茶州州牧就任を阻もうとするが、静蘭に殺される。
智多星（ちたせい）
かつての殺刃賊第3位。参謀の役割を担っていた。本名は浪 叔斉（ろう しゅくせい）、殺されたはずの燕青の2番目の兄である。家族が晁蓋に殺されたとき、「自分が殺刃賊で働く代わりに燕青は殺さないでほしい」「もし手を抜いたら燕青を殺す」という取引を晁蓋と交わし、以後参謀の役割に徹していた。
殺刃賊壊滅の際、死んだことになっているが現在も生きており、茶州の寒村で官吏として銀次郎とともに働いている。燕青と別れる際、「生涯会わない」との約束を交わしたが、弟が会いにくるかもしれないと思っている。智多星は呉用のあだ名から。
小旋風（しょうせんぷう）
詳細は静蘭の項目を参照。
小棍王（しょうこんおう）
詳細は浪 燕青の項目を参照。

### その他の人々
シュウラン
声：綱掛裕美
虎林郡石榮村に住む、7、8歳ほどの少女。名前は漢字で書くと朱鸞だが、本人が文盲の為、専ら片仮名表記。両親が奇病にかかり、父は死亡したが、母は秀麗達のお陰で助かる。将来は秀麗のように官吏になることを夢見ている。上治15年、断続的に行われていた女人国試に及第し、重華の治世に史上初の女宰相になった。
リオウ
詳細はリオウの項目を参照。
南老師（なんろうし）
燕青の師匠で、彼よりも強い。背はすらりと高く、腰まである銀髪に一房赤い髪が混ざっている。獣のような虹彩、端正とは言えないが不思議に魅力的な顔立ちを持つ。神業的な身体能力と格闘術の持ち主らしく、度々「伝説の武闘派老師」と評される。脇侍である銀狼が拾った燕青を養育するが、彼の常識はどこかずれている。恥ずかしがり屋で表に出てこない。飲食店に現れるとき、料理の代金代わりに食材を落としていくので、妖怪と間違えられる。喋るときはメモを落としていく。悠舜が自ら閉じこもっていたときは護衛をしていた。『紫闇』で茶仙であることが判明した。
北斗
故人。義賊「茶州の禿鷹」前頭領。元々は風の狼の一員。先代黒狼とは面識はない。風の狼が解散後に茶州に移り住み結婚。妻の連れ子であった翔琳と曜春を、彼女の死後も男手一つで育てる。春になったら邵可達に会いに行こうと子供たちを誘っていたが、子供を育てているこんな姿を見せるのは恥ずかしいという理由で出立を先送りにしているうちに、病を患い亡くなる。
子供たちが山を飛び回り獣を捕らえられるよう鍛えるが、人殺しと関係ない人生を送れるよう、獣に使う技が人間にも使えるという事を教えなかった。また、危険になったら「逃げる」ということで勝つのではなく負けない強さを教えたり、かつて自分が国中を旅した昔話を聞かせることにより正確で無駄のない地理知識と情報を与えるなど、生きていくための術を子供達に授ける。
翔琳（しょうりん）
声：杉山紀彰 / 浅野まゆみ
茶州、峯盧山に住む「茶州の禿鷹」現頭領。北斗の養子。上治1年で11歳。素晴らしい逃げ足を持ち、動物並みの身体能力で駆け回れる。本編『黄金の約束』にて弟と共に貴陽を訪れ、宮廷に忍び込んで宝物庫の鍵を盗む。また、茶家の御家騒動の際には燕青に頼まれて茶春姫を山に匿っていた。早とちりや間違った知識で失敗することも多いが、義に厚く颯爽とした性格であり、香鈴から「意外と素敵な殿方になるかも」と言われている。龍蓮の衣装に感激し、正式な「茶州の禿鷹」の衣装にしようとしている。弟と共に山を駆け回り、猿の化け物と間違えられることがある。
曜春（ようしゅん）
声：笹島かほる / 小林由美子
茶州、峯盧山に住む義賊「茶州の禿鷹」の唯一の手下。北斗の養子で、翔琳の弟。上治1年で10歳。素晴らしい逃げ足を持つ。『黄金の約束』では貴陽の猛暑で熱射病に倒れ、秀麗に助けられる。たまに変な敬語を喋ったりする。葉っぱ日記帳をつけている。

## その他

### 蒼家の人間
紫家、縹家、葵家の祖先にあたる一族。
蒼 玄
詳細は蒼 玄の項目を参照。
蒼 遙姫（そう ようき）
蒼玄の妹で、初代縹家頭首。古、後に九彩江となる地に蒼玄と赴き、一〇八の妖を二胡により鎮めた。後世、彼女の名を冠した詩と、特に難しいとされる曲が作られる。
縹家の槐の大木の下に埋葬されたといわれるが、現在もその魂を留めていて、「時の牢」へ大巫女候補を救いに行こうとする者の前に、道案内として赤い傘の巫女様の姿を現す。テレビアニメのシルエットでは両手に扇子を持つ姫カットの巫女の姿が描かれている。名の由来は炎帝の娘、瑤姫から。
蒼 周
詳細は蒼 周の項目を参照。

### 縹家の人間
神祇、異能一族の家系。蒼 遙姫に始まる。歴代当主のほとんどは女。
縹 瑠花（ひょう るか）
声：氷上恭子
璃桜の姉、大巫女。普段は絹の様な黒髪に黒い瞳、白い肌、赤い唇を持つ少女。本体は術が解けると実年齢相応に老ける。愛する弟を当主に据えるが、実質的に縹家の権力を一手に握っている。白仙を炙り出す為、西華村からの文を握り潰し、奇病で全滅させるがままにした。邪仙教の黒幕でもある。珠翠に呪術をかけた。
過去に璃桜とともに黒仙と会ったことがある。父殺しの宿星を持ち、父に何度も殺されかけた過去を持つ。彼女自身はその宿命に抗い、父も幽閉するだけに留めた。縹家の腐敗を無くすため、多くの人間を粛清し、以来80年に渡って大巫女として縹家を支え続けてきた。すでに寿命は短く、神力も衰えてきている。
かつては、縹家の使命である「弱者救済」のため気高い誇りをもって采配を振っていたが、その強すぎる異能と親しい者が離れていく孤独に耐えきれず、次第に精神が壊れ、弟に恋着し出した。弟の愛を手に入れるため、秀麗の体を狙う。
縹家に帰ってきた珠翠を「時の牢」に閉じ込め、縹家に来た秀麗に憑依するが、迅と楸瑛が持ってきた双剣に阻まれる。その後秀麗と対峙し、最後に残った「白い子供」の少女の体を使って生きるかどうかを問う。凌晏樹から黒仙からの仕事と旺季に関しての口封じの為に命を狙われるが、藍楸瑛と司馬迅に助けられる。その後縹家の系列の寺社に救援を乞うていた秀麗とリオウの前に現れ、蝗害への対策を出来る限り講じるよう命じた。
紫戩華の息子として紫劉輝に反発しており、旺季が王になることには消極的賛成だった。縹珠翠を劉輝から引き離し、李絳攸を昏睡に陥らせるなどの形で旺季に手を貸していたが、秀麗にその半端さを指摘されてからは中立の立場を取る。
幼くして時の牢から自分を助け出した羽羽に璃桜に向けるものとは違った愛情を抱いているが、本人はその想いを認めていない。
晏樹の策略により本体の首を落とされるが、魂魄となって秀麗の元に飛び、彼女の身体を借りて、羽羽・英姫とともに結界の修復作業を行った。結界を完全修復させるため、羽羽とともに人柱となった。
縹 璃桜（ひょう りおう）
声：関俊彦
縹家当主。生来怠け者であるため当主の仕事はほぼすべて放棄している。見た目は金を一雫垂らしたように光沢のある銀髪を緩く編み、黒い瞳を持つ青年。満月の月下彩雲紋を付けた、縹色の衣を纏う。薔薇姫と珠翠を奪った邵可とは憎み合っている。秀麗と影月が茶州州牧だったとき、秋祭りのときに占い師に化け、春姫に暗示をかける。
不老長命で、髪色だけ年相応。元は白い子供で産声一つ上げず、父から自分の次の体にと目を付けられていた。10歳頃、薔薇姫を一目見た時から自発的に行動する様になり、彼女を得る為に姉の代わりに父を殺した。60歳頃に邵可に薔薇姫を連れ去られる。本編まで薔薇姫が既に世に居ないことを知らなかった。秀麗を見付けた当初は彼女の死と薔薇姫との再会を望んでいたが、いつからか薔薇姫の望みに反することだと気付く。秀麗が縹家に来てからも手を出すことはなく、最後まで生き続けることを許した。80を過ぎて初めて落涙した。
長命で誰とも死に分かれる運命にあり、自衛の為に特定の誰かに情を傾けない様にしている。瑠花も例外ではないが、大巫女へ敬意を表して父殺しを代行し、当主を引き受けた。彼女が死ぬ時には二胡で葬送曲を弾いた。なんとなくリオウの隣に座ったり、飛燕の言葉を思い出したり、羽羽の瑠花への台詞を薔薇姫との会話に応用したりと、多少なりと他人への関心も見せている。不老長命ではあっても、異能は持たない。統計的に寿命は約150年と見られていたが、本編から約30年後の短編「冬の華」では死去している。
縹 漣（ひょう れん）
声：矢口アサミ
瑠花の息子で、リオウの従兄弟。『光降る』時点で15、6歳ほどの見た目。無能で、瑠花からはまともに認知されていない。母の愛を得ようと学問も武術も磨いたが無駄に終わった。女尊男卑である縹家に辟易しており、男性の社会的地位が高い外の世界を羨んでいる。同じ無能であるリオウとは親しくしており、彼が自分だけの名前すら持たないことを哀れんでいた。
瑠花に命じられ、縹家の術者の力で華眞の遺体を乗っ取り、奇病事件を煽ることで紅秀麗と杜影月を誘い出す。しかし瑠花としては秀麗誘拐で双玉、紅藍両家、中央がどう動くかを見る為の捨て駒でしかなく、最後には本体の首を術者に切断された。リオウに切断された自らの首を示されて、母の愛への未練を断ち切り、己の死を認めて華眞の体を手放す。
旺 飛燕（おう ひえん）
璃桜の妻で、リオウの母。旺季の一人娘。外見年齢は20歳余り。本編の十数年前、縹家を変えるために旺季が送り込んだ。また縹家に保管されていた蝗害に関する情報を、旺季に対して送っていた。
リオウを生んだ後、産褥で死に逝く前に瑠花によって『棺』に入れられ、命を永らえていた。朔洵の魂から秀麗の命を返還させるための「巫女」として働き、自決しようとする旺季をリオウとともに説得した。名の由来は趙飛燕か。
縹 リオウ（ひょう りおう）
声：甲斐田ゆき
璃桜と飛燕の子。名前は父と同じで、片仮名表記で区別される。『光降る』時点でシュウランとさほど変わらない年格好とされるが、『蒼き』によると実際には10歳余り。黒髪、黒い瞳を持つ。奇病事件の時に石榮村に居て、秀麗達と行動を共にしていた。邪仙教の本陣に踏み込んだ際は、縹家の手の者によって切断された漣の首を持って登場。その後、茶州から姿を消す。
羽羽に仙洞省長官・仙洞令君として招聘され、『緑風』から朝廷に現れる。劉輝とは府庫でたまたま知り合い、茶飲み友達になる。当初、劉輝は彼の身元を聞いていなかったが、これはリオウを幽霊と思い込んでいたから。羽羽のことは一寸じぃさんと呼び、老齢を気遣ってか、よく彼を背負って歩いている。読書（かなり本を読むのが速い）と父親の話し相手と占いが趣味。
『黒蝶』にて経済封鎖を解除するべく勅使となった秀麗とともに紅州に向かうが、寿命が近づいたために衰弱した秀麗を縹家に連れて行く。
縹家は「裏の王家」ともいうべき血筋であるため、王位継承権も持つ。旺季の孫で、血統における王位継承権では第2位。『紫闇』で劉輝の養子になった。上治15年には紫州州牧になっており、重華の治世には宰相となる。
縹 珠翠
詳細は珠翠の項目を参照。
蒼 遙姫
詳細は蒼 遙姫の項目を参照。
奇跡の子
本名不詳。瑠花と璃桜の父で、前縹家頭首。璃桜と似た顔立ち。本編の120年以上前、瀕死になっていたところを紅仙に癒しの力で救われる。この癒しの力が過剰に注がれ、元々異能を持たなかったところ、「奇跡の子」の異名を得るまでになった。その力を使い縹家の権力を強固なものとし、暗黒の大業年間に入る原因となった。100年以上前に癒しの異能の枯渇を防ぐために紅仙を呼び出して幽閉した。一方で最後に残った理性で、彼女を解き放っても世界が滅びない仕掛けを施した。父殺しの宿星を持つ瑠花を恐れ何度も殺そうとしたが、瑠花に幽閉され璃桜に殺された。
薔薇姫
詳細は薔薇姫の項目を参照。
立香（りっか）
神域修復のため術者が出払った縹家で、瑠花の世話役を務めていた少女。異能持ちではないため縹家の巫女としての力はなく、それでも瑠花を敬愛しており、瑠花の次代の体にはなれないことを悲しんでいた。
瑠花を思う心を晏樹に付け込まれ、独断で彼女への情報を遮断したり、晏樹に神器の情報を流したり、瑠花が封印した朔洵の「抜け殻」を外へ出したりと動いていた。瑠花にその行いが露見して投獄されるも脱獄し、最後は朔洵の「抜け殻」が使えなくなった晏樹の手で殺され、魂をとどめた死体を利用される。

### 華家の人間
医師の家系。華娜の遺言を葉 棕庚に伝えるため、華家には放浪者が多い。
華 娜（か だ）
故人。華眞の先祖で、葉棕庚の弟子。元気溌剌として、笑みを絶やさず、何でも拾って治そうとする性格。その一環で少年の姿で行き倒れていた棕庚も拾い、彼から人体切開術を学んだ。名医だったが、王の病を治そうとして刃物を出したら殺害を企てたと疑いを掛けられ、処刑された。
棕庚を拾った時点で子持ちの未亡人であり、自覚した時には年も取りすぎていた為、棕庚に告白できずにいた。死刑に処される前、｢あなたの子供が産みたかったわ｣、｢あなたから言ってくれるのをずーっと期待していた私が馬鹿だったわ｣との伝言を子孫に託した。名の由来は華陀か。
華 眞
詳細は華 眞の項目を参照。

## 人間以外
雨師、風伯（うし、ふうはく）
黒い鞠状の生き物。その正体は紅仙の脇侍。茶州時代から秀麗の前に時折姿を現す。茶州での奇病事件が収束して秀麗が貴陽に戻る際もついてきた。宋 隼凱がシロ、クロと名づけ気に入っている。八仙のなかで忠誠心があり、その実力は脇時の中でも宋 隼凱を指で倒せるほどの強さを持つとのこと。たまに秀麗のところに遊びに行っている。クロは秀麗の中に入って怪我を治している。その際、人間以上の能力が備わる。礼儀正しい。宋隼凱は「何かの小動物だ」と説明している。名前は玄冥、飛廉。
銀次郎（ぎんじろう）
南老師とともに住んでいた銀色の狼の外見を持つ山の主。現在は叔斉とともにいる。南老師（茶仙）の脇侍。
大鴉（おおからす）
三本足の神烏。黒仙の脇侍。